# Feuersalamander
Der Feuersalamander (Salamandra salamandra) ist eine europäische Amphibienart aus der Familie der Echten Salamander. Die Spezies wurde erstmals 1758 von dem schwedischen Naturforscher Carl von Linné beschrieben. Je nach regionaler Mundart wird sie unter anderem auch als Feuermolch, Erdmolch, Erdsalamander, Regenmolch, Regenmännchen, Gelber Schneider, Bergnarr, Wegnarr, Regenmolli oder Tattermandl (bayerisch) bezeichnet. Diese volkstümlichen Namen unterscheiden allerdings nicht immer eindeutig zwischen Feuer- und Alpensalamander.
Die Schwanzlurche leben in größeren Laub- und Mischwaldgebieten mit naturnahen Bachläufen. Sie sind überwiegend nachtaktiv. Anders als bei vielen anderen mitteleuropäischen Lurchen werden keine Eier, sondern in der Regel weit entwickelte, kiementragende Larven ins Wasser abgesetzt (Larviparie). Die Hauptlaichzeit erstreckt sich witterungsbedingt von Anfang März bis in den Mai.
Wie andere Salamander sind sie seit den 1980er Jahren bedroht durch den Chytridpilz und seit 2015 auch durch die verwandte Salamanderpest (Bsal). 
Der Feuersalamander war Lurch des Jahres 2016. Aufgrund seiner Vorliebe für unterirdische Verstecke wurde er für das Jahr 2023 zum Höhlentier des Jahres in Deutschland und der Schweiz ernannt.

## Verbreitung in Europa

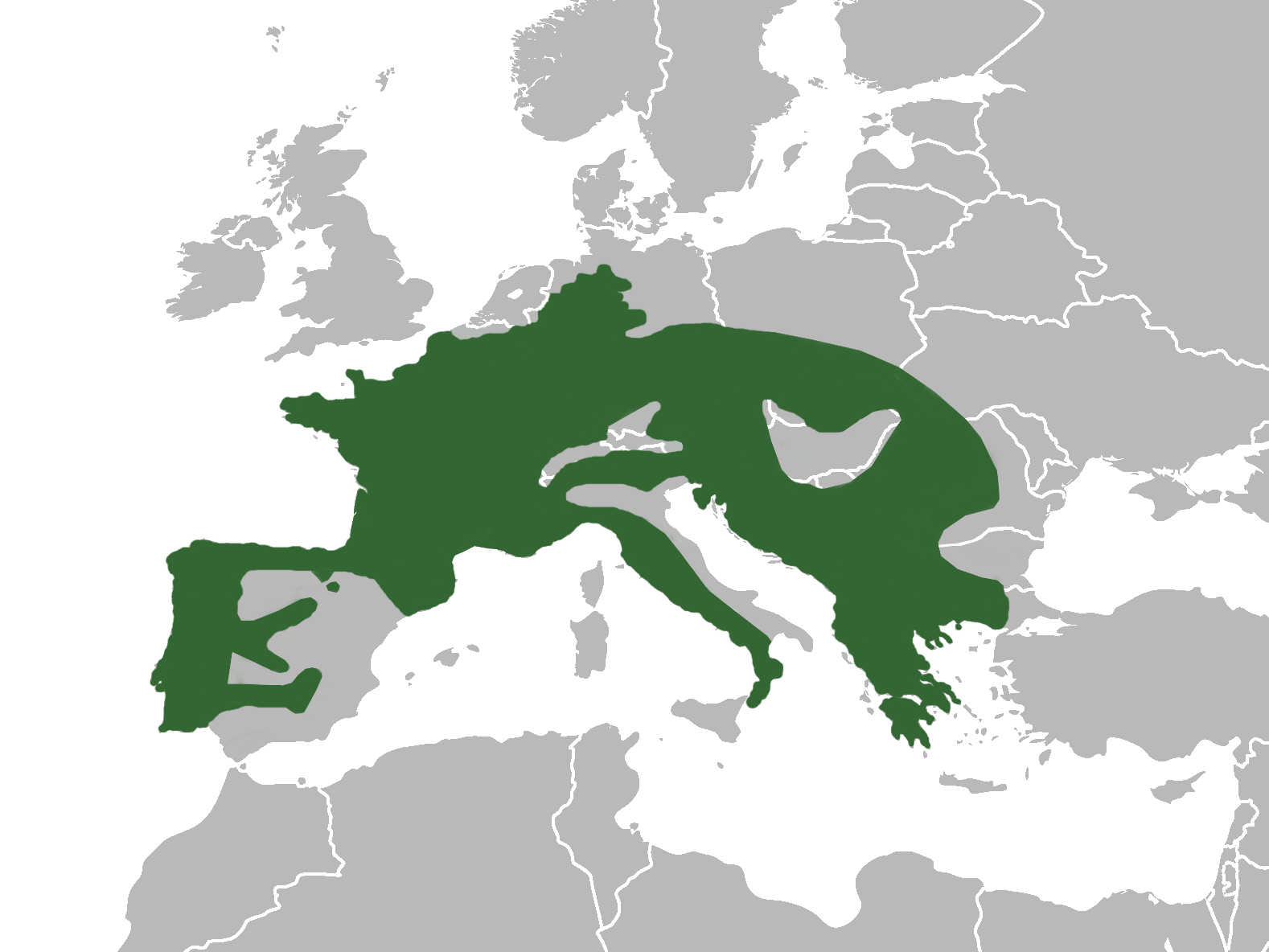
Verbreitung des Feuersalamanders in Europa

Der Feuersalamander ist über weite Teile Mittel- und Südeuropas verbreitet. Er hat das größte Verbreitungsgebiet unter den europäischen Landsalamandern. Die Nordgrenze seines Areals verläuft durch Nord- und Mitteldeutschland, dann südostwärts entlang der Karpaten bis in die Ukraine und Rumänien und südwärts über Bulgarien nach Griechenland, wobei die Verbreitung maßgeblich durch die Gebirge Südosteuropas bestimmt wird. In Südwesteuropa, insbesondere auf der Iberischen Halbinsel, stellen die großen Gebirgszüge die Lebensräume für mehrere Feuersalamanderunterarten. Die großen subkontinental geprägten Hochebenen, beispielsweise die Iberische Meseta, werden aus klimatischen Gründen nicht besiedelt.
Nicht besiedelt sind auch Skandinavien, Großbritannien, Irland und Nordosteuropa. In Mitteleuropa unterscheidet man die Tiere je nach ihrem gelben Zeichnungsmuster auf dem Rücken als gebänderte Unterart (Salamandra salamandra terrestris) mit dem Hauptverbreitungsgebiet West- und Mitteleuropa sowie die Nominatform mit geflecktem Muster (Salamandra salamandra salamandra) mit dem Verbreitungsgebiet Mittel-/Osteuropa. In Deutschland gibt es Regionen, in denen sich die Areale dieser beiden Unterarten überschneiden, beispielsweise im Rhein-Main-Gebiet. Im Gesamtareal werden derzeit 14 Unterarten unterschieden, die meisten davon auf der Iberischen Halbinsel.
Vier ehemalige Unterarten werden mittlerweile aufgrund genetischer Untersuchungsergebnisse als eigenständige Arten angesprochen:
- Nordafrikanischer Feuersalamander – Salamandra algira  Bedriaga, 1883: Disjunkt zwischen Nord-Marokko bis Tunesien
- Korsischer Feuersalamander – Salamandra corsica (Savi, 1838): lebt endemisch auf Korsika in den Bergwäldern mittlerer Hochlagen[6]
- Kleinasiatischer Feuersalamander – Salamandra infraimmaculata Martens, 1885: Türkei, Libanon, Nord-Israel und Iran

Der Südspanische Feuersalamander (Salamandra salamandra longirostris Joger & Steinfartz, 1994) kommt von der Sierra de Ronda südöstlich bis Marbella vor. Er wurde im Jahr 2009 als eigene Art anerkannt, aber aufgrund molekulargenetischer Untersuchungen wieder zur Unterart zurückgestuft.
Noch nicht alle Publikationen haben diese taxonomischen Änderungen berücksichtigt. Die Vorkommen vor allem am südlichen Arealrand müssen ferner sämtlich als Refugialhabitate angesehen werden, die wohl weitgehend voneinander isoliert sind.

### Verbreitung in Deutschland

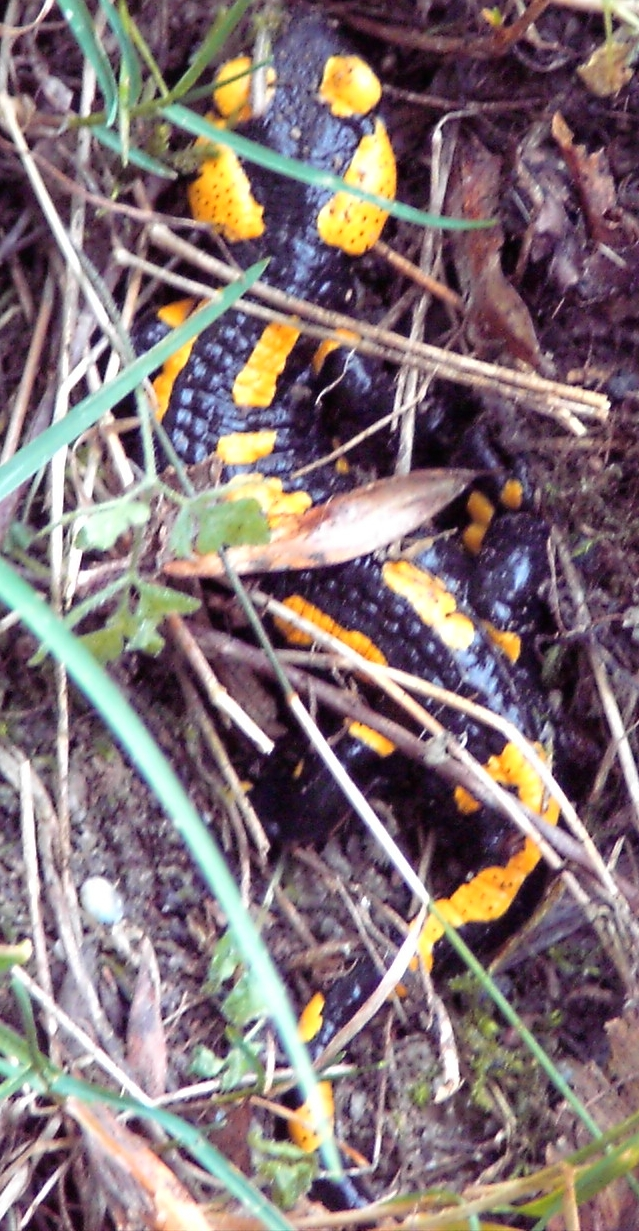
Feuersalamander im Tagesversteck, getarnt durch Vegetation

Der Feuersalamander ist in Deutschland vor allem in bewaldeten Landschaften beheimatet. Verbreitungsschwerpunkte sind die Mittelgebirge im westlichen, mittleren und südwestlichen Deutschland. Dazu kommen zusammenhängende Bereiche unter anderem im Erzgebirge sowie in Nord- und Ostbayern. Im nordwestdeutschen Tiefland gibt es mehrere isolierte Vorkommen, insbesondere auch im Gebiet der Lüneburger Heide und im Münsterland. Im nordostdeutschen Tiefland fehlt die Art, die Elbe wird in östlicher Richtung nicht überschritten. Auch im südwestlichen Bayern, südlich der Donau, gibt es die so genannte „Allgäu-Lücke“. Dieser Raum ist weitgehend unbesiedelt von Feuersalamandern. In Sachsen-Anhalt befindet sich der Verbreitungsschwerpunkt im Harz. Daneben existiert ein isoliertes Vorkommen im Süden, im Bereich des Zeitzer Forsts (FFH-Gebiet), das Anschluss an die Vorkommen in Thüringen hat.
Im Saarland und in Rheinland-Pfalz ist die Art in fast allen Lebensräumen oberhalb 200 m gut verbreitet. Die Tieflagen (Nördliche Oberrheinebene, Rheinhessen) dagegen sind fundfrei. In Hessen sind die Mittelgebirge Odenwald, Spessart, Taunus und Westerwald fast flächendeckend besiedelt. Niedersachsen besitzt Verbreitungsschwerpunkte im Osnabrücker Hügelland sowie im Weser- und Leinebergland. Isolierte Fundpunkte liegen bei Delmenhorst, Vechta und südlich von Nordhorn. In Nordrhein-Westfalen finden sich Feuersalamander im Bergischen Land sowie in der Nordeifel. Im Ruhrgebiet (Bochum) dringen kleine Populationen sogar bis in den Siedlungsbereich (Parks und Hausgärten) vor. Baden-Württemberg ist innerhalb Deutschlands ein wichtiges Verbreitungszentrum. Hier sind Feuersalamander bis auf die Naturräume Oberrheinebene und Oberschwaben nahezu flächenhaft vorhanden. Im Bereich des Kleinen Odenwalds in Nordbaden überschneiden sich die Vorkommen von S. salamandra salamandra und S. salamandra terrestris. Im Freistaat Bayern liegen die meisten Vorkommen im Südosten. In den bayerischen Alpenregionen ist die Art selten; ebenso im Chiemgau. Im Bayerischen Wald, Oberpfälzer Wald, Frankenwald, in der Südrhön sowie im Spessart ist der Feuersalamander fast flächendeckend verbreitet (z. B. NSG Amphibienfreistätte Sommergrund im Landkreis Aschaffenburg).
Die Höhenlage ist nicht unbedingt maßgeblich für die Verbreitung des Feuersalamanders in Mitteleuropa. Wichtig ist die Existenz alter, naturnaher Laubwälder, dem Lebensraum heimischer Feuersalamander. Diese liegen etwa zwischen 200 und 600 Metern über Normalhöhennull; darüber hinaus werden auch Höhen zwischen 650 Meter ü. NHN im Harz und 900 Meter ü. NHN im Südschwarzwald und in den Alpen erreicht. In Niedersachsen und in Nordrhein-Westfalen finden sich auch Vorkommen deutlich unter 100 Meter ü. NHN, wie beispielsweise in der Umgebung von Münster und im Nordwesten des Kreises Warendorf (beide etwa 60 m ü. NHN), im Hasbruch bei Oldenburg (25 Meter ü. NHN). 
Durch ihre versteckte Lebensweise sowie durch ihre nächtliche Aktivität können Feuersalamander trotz ihrer auffälligen Färbung jahrzehntelang einen Lebensraum besiedeln, ohne dass der Mensch sie bemerkt.

### Bedrohung in Deutschland und Österreich
Seit etwa 2015 sind in Nordrhein-Westfalen und Rheinland-Pfalz die Auswirkungen der aus Asien eingeschleppten Bsal-Krankheit erkennbar. Im Ruhrgebiet und der Eifel wurden Massensterben beobachtet. Die tödliche Infektion greift seitdem auch auf andere Bundesländer über.
Auch in Österreich droht Bsal ganze Salamanderpopulationen auszurotten.

## Lebensraum
Unter den einheimischen Amphibien ist der Feuersalamander die Art mit der engsten Bindung an den Lebensraum Wald (silvicol). Bevorzugt werden heterogen strukturierte, grundwassernahe Laub- und Mischwälder. Reine Nadelwaldbestände dagegen werden gemieden; allenfalls noch akzeptiert werden lückenhafte Bereiche von Fichtenwäldern mit aufkommender Moos- und Krautvegetation. Wo der Wald verschwunden ist, kann der Feuersalamander sich als Faunenrelikt für längere Zeit noch halten, wenn die klimatischen Bedingungen günstig sind.

### Habitate
Feuersalamander sind als erwachsene Tiere weitgehend unabhängig von Oberflächengewässern und führen ein verborgenes Dasein in Nischen von Höhlen, unter Totholz und Baumstümpfen, zwischen Felsen und Blockhalden sowie im Lückensystem des Bodens, zum Beispiel in Kleinsäugergängen. Bei den Weibchen spielt die Nähe zu einem Laichgewässer bei der Wahl des Habitats neben dem Vorhandensein von Tagesverstecken eine wichtige Rolle. Auch Bauwerke wie Brunnenstuben, Stolleneingänge und stillgelegte, verschlossene Eisenbahntunnel bieten guten Unterschlupf. Die stäbchenreiche Netzhaut der Feuersalamanderaugen ist für die visuelle Orientierung in lichtarmen Habitaten wie stillgelegte Bergwerke besonders hilfreich. In Regionen mit weichen bzw. lockeren Böden graben sich die Lurche auch selbst eigene kleine Gänge mit einer Tiefe bis zu 16 cm, in die sie sich zurückziehen. Da adulte Feuersalamander sehr ortstreu sein können, behalten sie ihre Rückzugsgebiete und Laichplätze über lange Zeiträume bei.

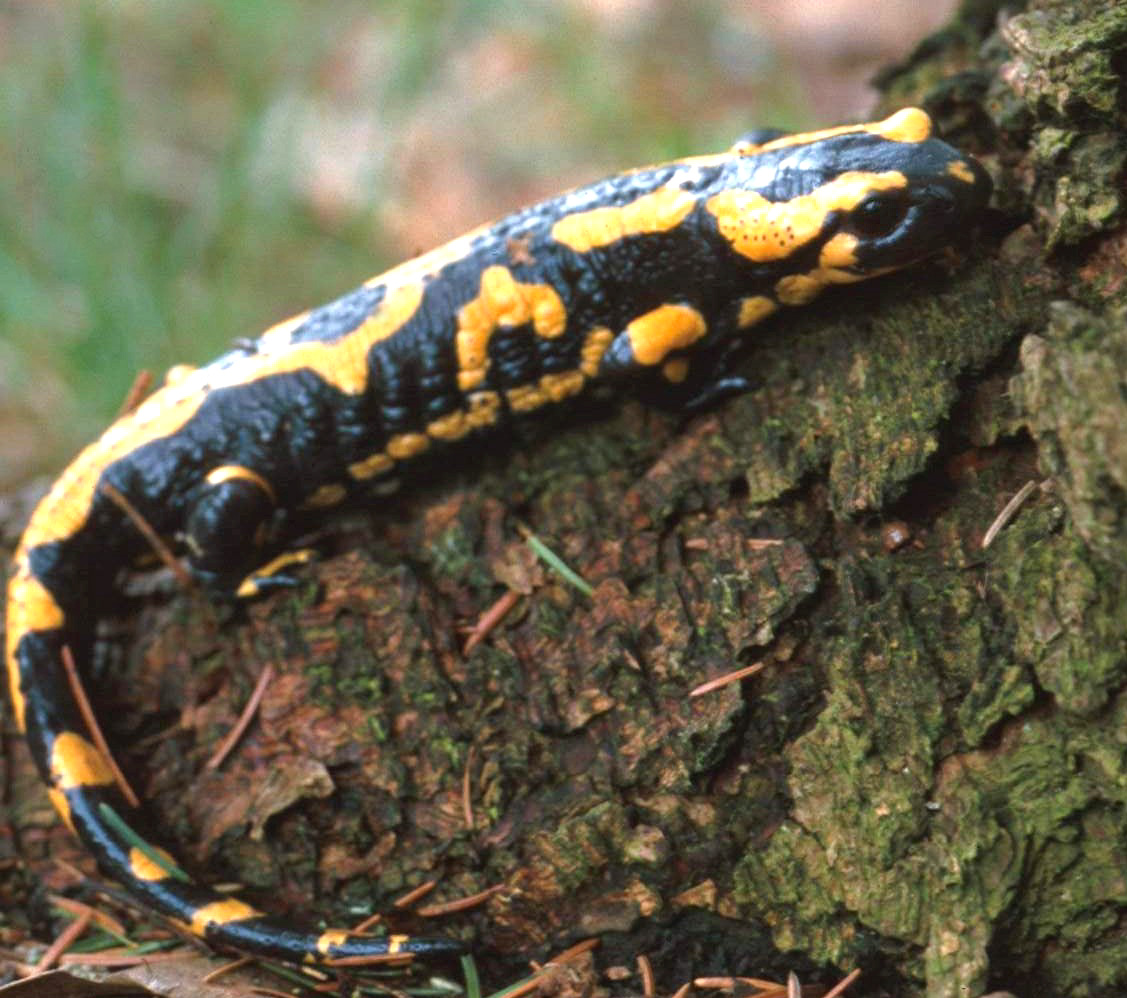
Kühle, feuchte Wälder sind sein bevorzugter primärer Lebensraum
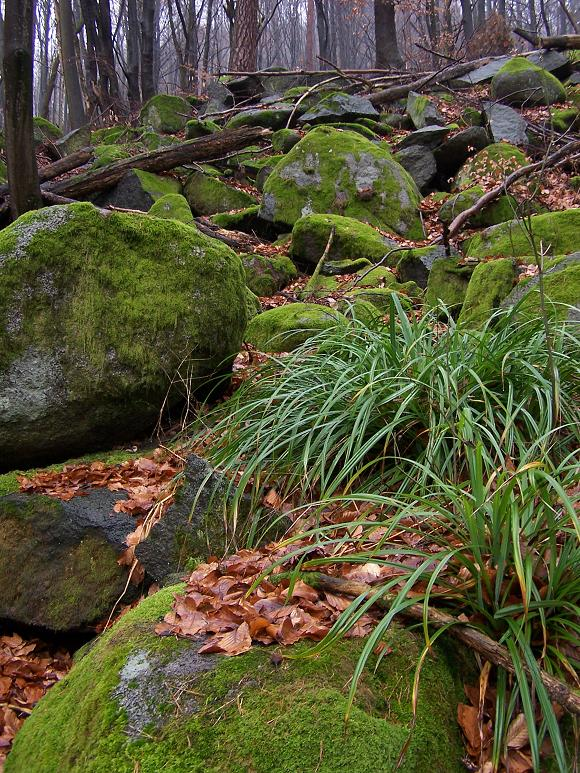
Felsen und Blockhalden bieten ideale Rückzugsgebiete
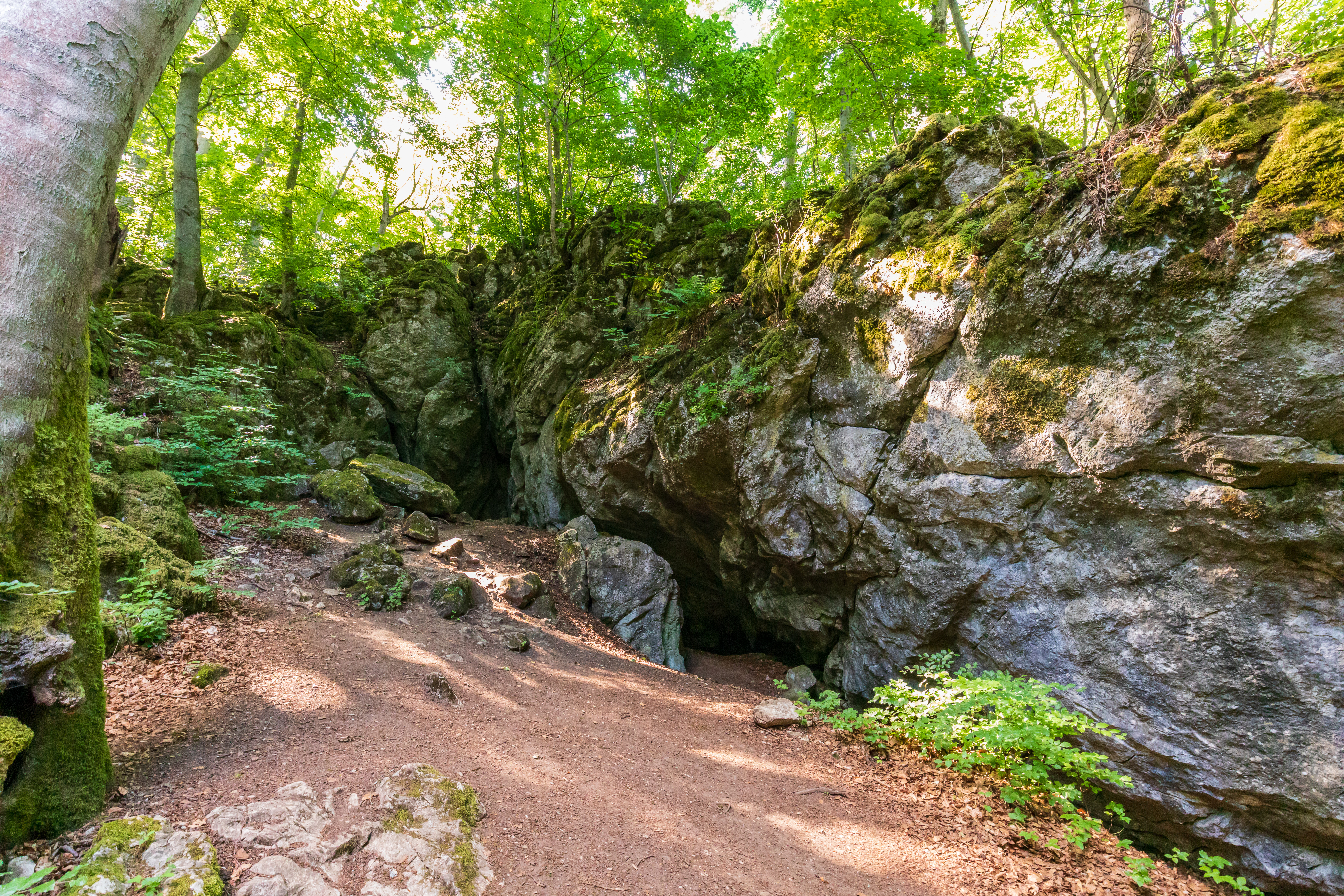
Höhlen als Tagesversteck und Überwinterungsplatz
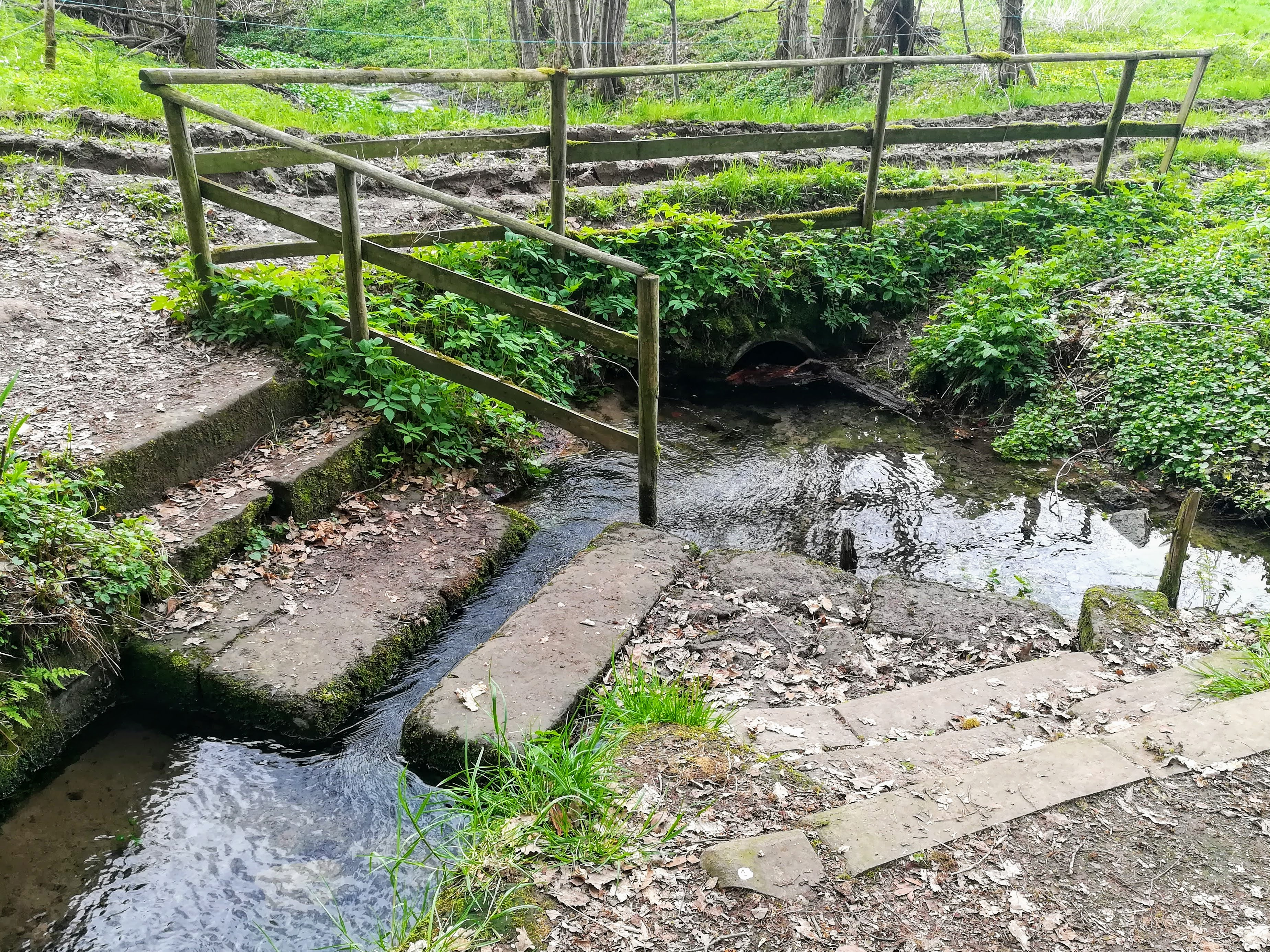
Gefasste Quellen mit leichter Strömung, beliebte Laichplätze
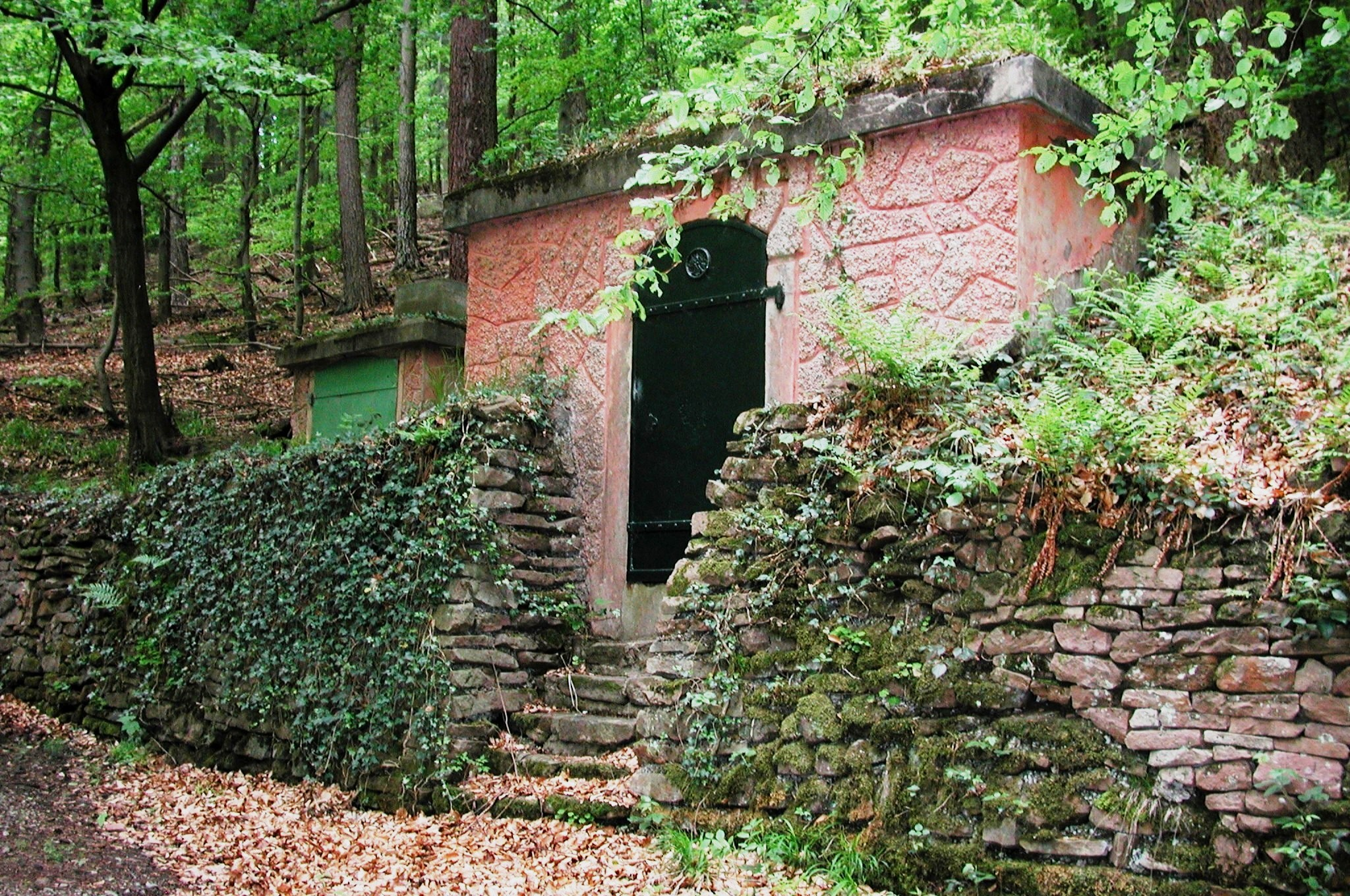
Brunnenstuben, Versteck und Überwinterung
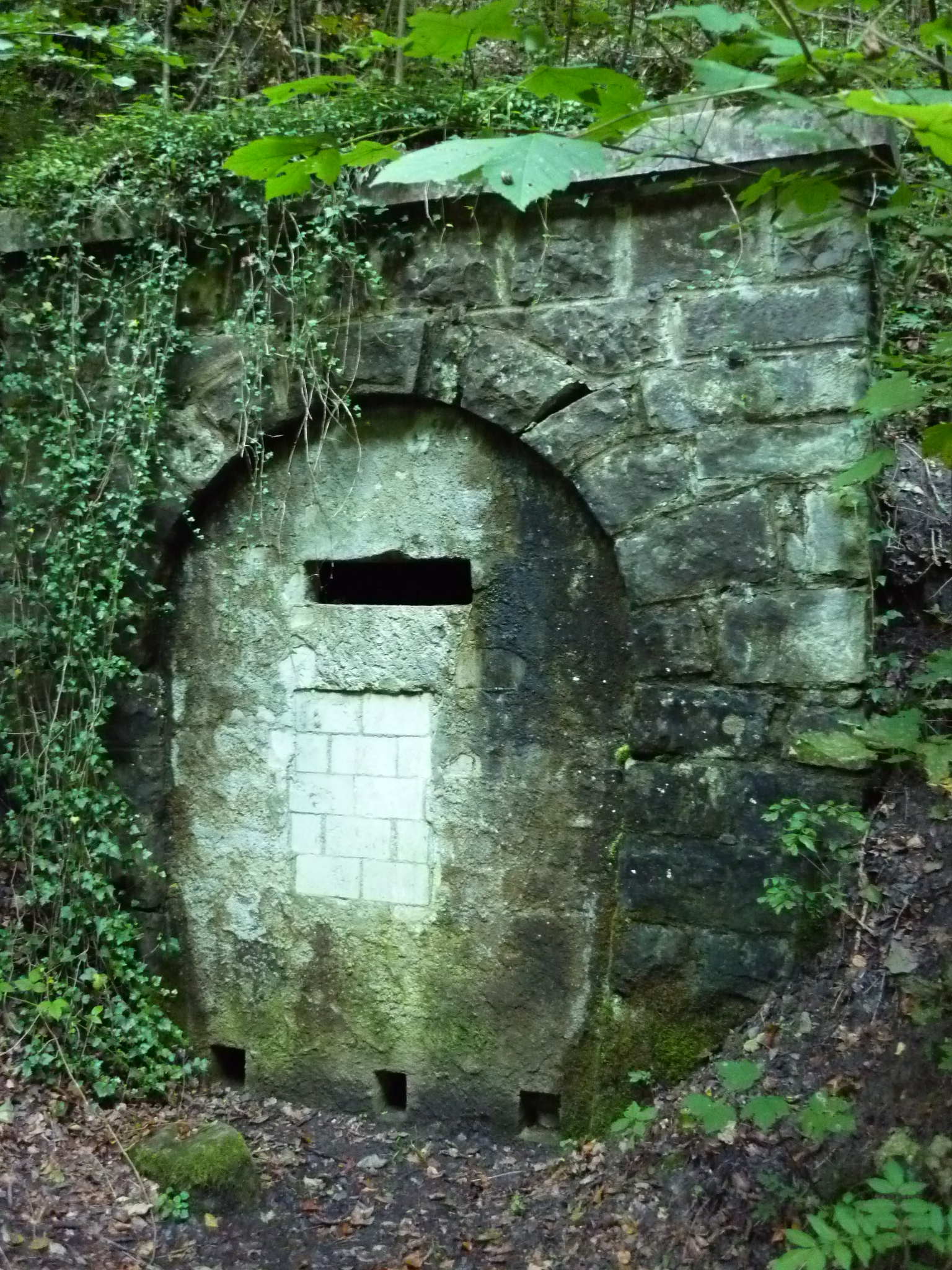
Stillgelegtes, zugemauertes Bergwerk mit separaten Zugängen für Fledermäuse und Kleintiere
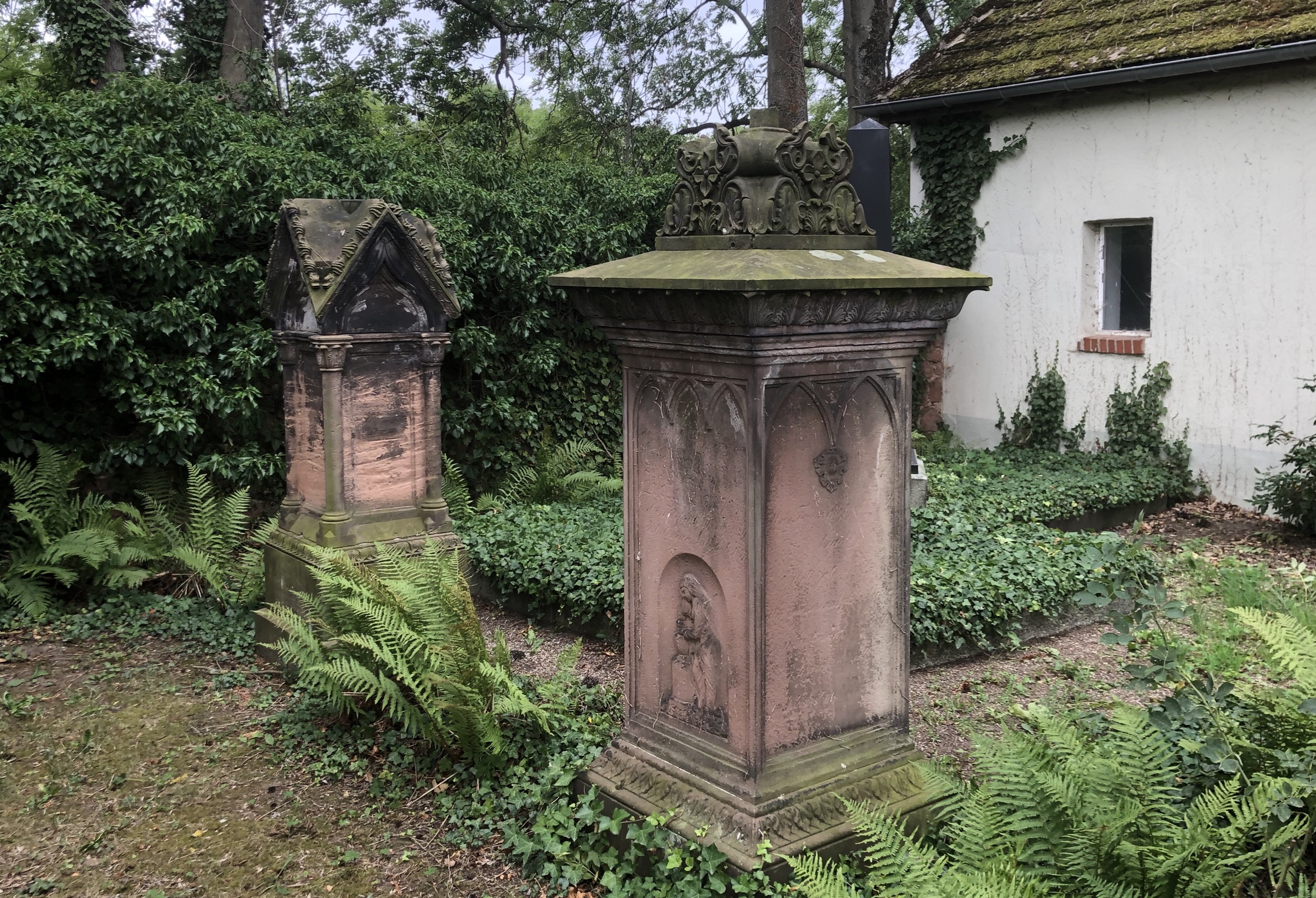
Extensiv gepflegte Friedhofsanlage in Waldnähe, Sekundärlebensraum

Eine besondere Vorliebe besitzen Feuersalamander für in Waldnähe gelegene, schattenreiche Friedhofsanlagen mit Altbaumbestand; sie bieten den Tieren bei günstiger Konstellation nahezu ideale Lebensmöglichkeiten:
- eine räumliche Verzahnung mit dem nahen Wald
- Strukturvielfalt durch Grabhügel, Grabsteine, Saumbiotope aus Hecken und Gebüschen, alte Laubbäume mit Efeubewuchs im Traufbereich
- hohe Bodenfeuchtigkeit durch bewässerte Gräber
- Bodennahe Brunnen zum Wasserzapfen bzw. -schöpfen sowie gefasste Quellbecken in Bodennähe
- Keine Störungen durch Menschen während der nächtlichen Aktivitätsphase

Der Strukturwandel im Bestattungswesen (vermehrte Feuerbestattung) ändert inzwischen die allg. Beerdigungskultur auf öffentlichen Friedhöfen. Von daher werden die genannten landschaftstypischen Aspekte mittelfristig verschwinden.

### Aktivität

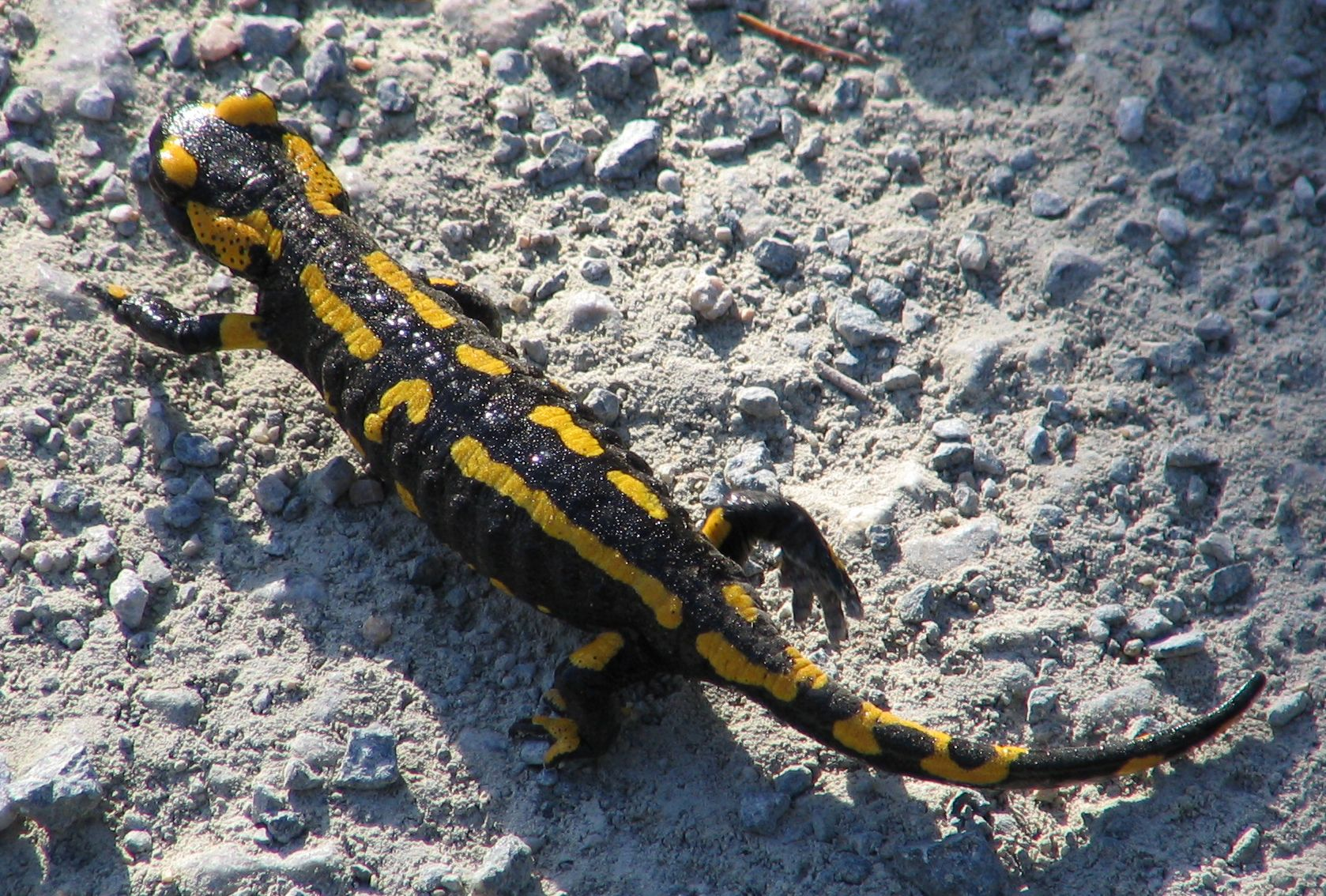
Im Winter aktives Exemplar im Harz mit ausgetrockneter Hautoberfläche

In Abhängigkeit zur geografischen Lage sind unterschiedliche Jahresaktivitäten zu beobachten. Im atlantisch geprägten Teil des westlichen Europas können die Salamander ganzjährig aktiv sein. Faktoren für einsetzende Aktivität sind Temperatur und relative Luftfeuchte sowie die eingestrahlte Tageslichtmenge. Bei starken Regenfällen, besonders nach längerer Trockenheit, verlassen Feuersalamander ihre Verstecke sogar tagsüber. Normalerweise liegt das Aktivitätsmaximum in der Nacht. Nach der Aktivitätsphase kehren die Tiere in der Morgendämmerung zum Tagesversteck zurück. Bei ihren nächtlichen Streifzügen können sie im Schnitt Strecken bis zu 350 m zurücklegen. Die weiteste Entfernung wurde von Reiner Klewen (1985) ermittelt. Sie lag bei 980 m.
In den überdurchschnittlich heißen, trockenen Sommermonaten der Jahre 2019/20 verlagerte sich die Aktivität der heimischen Feuersalamander auf die Herbst- bzw. Wintermonate (Oktober/November). Generell gelten in Europa Temperaturen um den Gefrierpunkt als begrenzender Aktivitäts-Parameter. Dennoch gibt es in kalten Wintermonaten hin und wieder Beobachtungen von einzelnen Exemplaren, auch auf Schneefeldern. Oft handelt es sich um Weibchen.
Normalerweise beginnt die Hauptaktivität der Weibchen mit der Laichzeit im März. Ab Mai finden sich dann überwiegend Männchen im Gelände. Offensichtlich spielen auch die Windverhältnisse eine wichtige Rolle. So verharren die Schwanzlurche bei starkem Wind in ihren Verstecken, trotz ansonsten optimaler äußerer Bedingungen.

## Begleitfauna

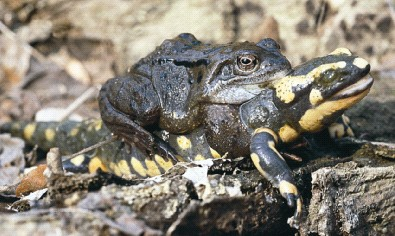
Fehlpaarung zwischen Grasfrosch und Feuersalamander

Ausgewachsene Feuersalamander sind aufgrund ihrer Lebensraumansprüche mit vergleichsweise wenigen anderen Amphibien vergesellschaftet. Den Salamandermännchen schreibt man sogar einen gewissen Hang zu innerartlich territorialer Lebensweise zu, was aber noch nicht eindeutig belegt ist. Nachgewiesen sind Rangeleien und „Ringkämpfe“ von männlichen Exemplaren untereinander, vor allem während der Paarungszeit. In den Salamanderbiotopen findet man manchmal den Grasfrosch, die Erdkröte und den Bergmolch als Begleitarten. In seltenen Fällen treten dabei Fehlpaarungen zwischen männlichen Froschlurchen und Feuersalamanderweibchen auf.
Je nach Region finden sich im Laichgewässer weitere Arten, wie zum Beispiel die Geburtshelferkröte im Südschwarzwald sowie der Fadenmolch. Vergesellschaftet mit Feuersalamanderlarven finden sich in Quellnähe häufig die Strudelwürmer Crenobia alpina und Polycelis felina sowie die Quellschnecke Bythinella dunkeri. In tiefer gelegenen Bachabschnitten finden sich syntop Bachflohkrebse wie Gammarus fossarum, Hakenkäfer (Elmis rietscheli), die Libellenlarve Cordulegaster boltonii, die Köcherfliegenlarven Plectrocnemia geniculata und Silo nigrocornis, die Steinfliegenlarve Leuctra prima sowie die Fischarten Bachforelle, Groppe, Bachsaibling und gelegentlich auch das Bachneunauge. In seltenen Fällen kann die Wasserspitzmaus als Begleitart auftreten. Sie fängt und frisst auch Salamanderlarven.

## Merkmale

### Körpergröße, Körperfärbung
Ausgewachsene mitteleuropäische Feuersalamander können eine maximale Körperlänge von Kopf bis Schwanzspitze von 21 Zentimetern und ein Körpergewicht bis zu 71 Gramm erreichen. Bei einigen außereuropäischen Feuersalamanderarten existieren noch deutlich größere Exemplare. So erreicht beispielsweise der im Nahen Osten heimische Kleinasiatische Feuersalamander (Salamandra infraimmaculata) eine Gesamtlänge von bis zu 30 cm. Einen umfassenden Überblick zu dieser Art gibt Degani (1996).
Untersuchungen im Rahmen einer Kartierung in den Wäldern um Heidelberg zeigten, dass dort Gesamtlängen von über 20 Zentimetern nur von der gebänderten Unterart Salamandra salamandra ssp. terrestris erreicht werden. Der Gefleckte Feuersalamander Salamandra salamandra salamandra wird vergleichsweise nur 16 bis max. 20 cm lang. Auch moderne molekulargenetische Untersuchungen (DNA-Barcoding) belegen zwischen beiden Unterarten Unterschiede.
Die glatte, tiefschwarze Haut des Feuersalamanders wird auf dem Rücken durch ein gelbes, gelegentlich auch orangefarbenes bis rotes Zeichnungsmuster aus Punkten und/oder Linien unterbrochen. An der Variabilität dieses Musters kann man adulte Exemplare individuell unterscheiden. In diesem Zusammenhang hat sich die fotografische Dokumentation des rückseitigen Zeichnungsmusters als zuverlässige, individuelle Identifikationsmethode bewährt. Die computergestützte, fotografische Erfassung (Photographic-Mark-Recapture – PMR) ist für die Tiere schonend und damit ethisch vertretbar. Die funktioniert neuerdings auch bei den Feuersalamanderlarven. Für ein erfolgreiches Monitoring ist es notwendig, die zu beobachtenden Populationen zwei- bis dreimal jährlich aufzusuchen. Geplant sind PMR-Studien, die anhand des Feuersalamanders und der Gelbbauchunke an der Universität Bielefeld und der TiHo Hannover mit Unterstützung durch den NABU Niedersachsen durchgeführt werden sollen.
Die hohe Variationsbreite der Rückenzeichnung erschwert zugleich die Zuordnung von Individuen zu einer der beiden mitteleuropäischen Unterarten, insbesondere in Mischpopulationen. Die Existenz von zwei oder mehr unterschiedlich gefärbten Phänotypen einer sich kreuzenden Population wird als Farbpolymorphismus bezeichnet. Bei der gebänderten Unterart kommt hinzu, dass sich die individuelle Zeichnung in den ersten anderthalb bis zwei Lebensjahren noch deutlich verändert. In Ausnahmefällen findet man Feuersalamander sogar ohne gelbe Musterung, also als schwarz gefärbte Tiere. Hin und wieder werden auch albinotische Salamander, also Weißlinge oder Gelblinge, beschrieben. Bei den Larven gelten gelbliche beziehungsweise helle Flecken an den oberen Extremitäten als gutes Erkennungsmerkmal in Abgrenzung zu syntop vorkommenden Bergmolchlarven.

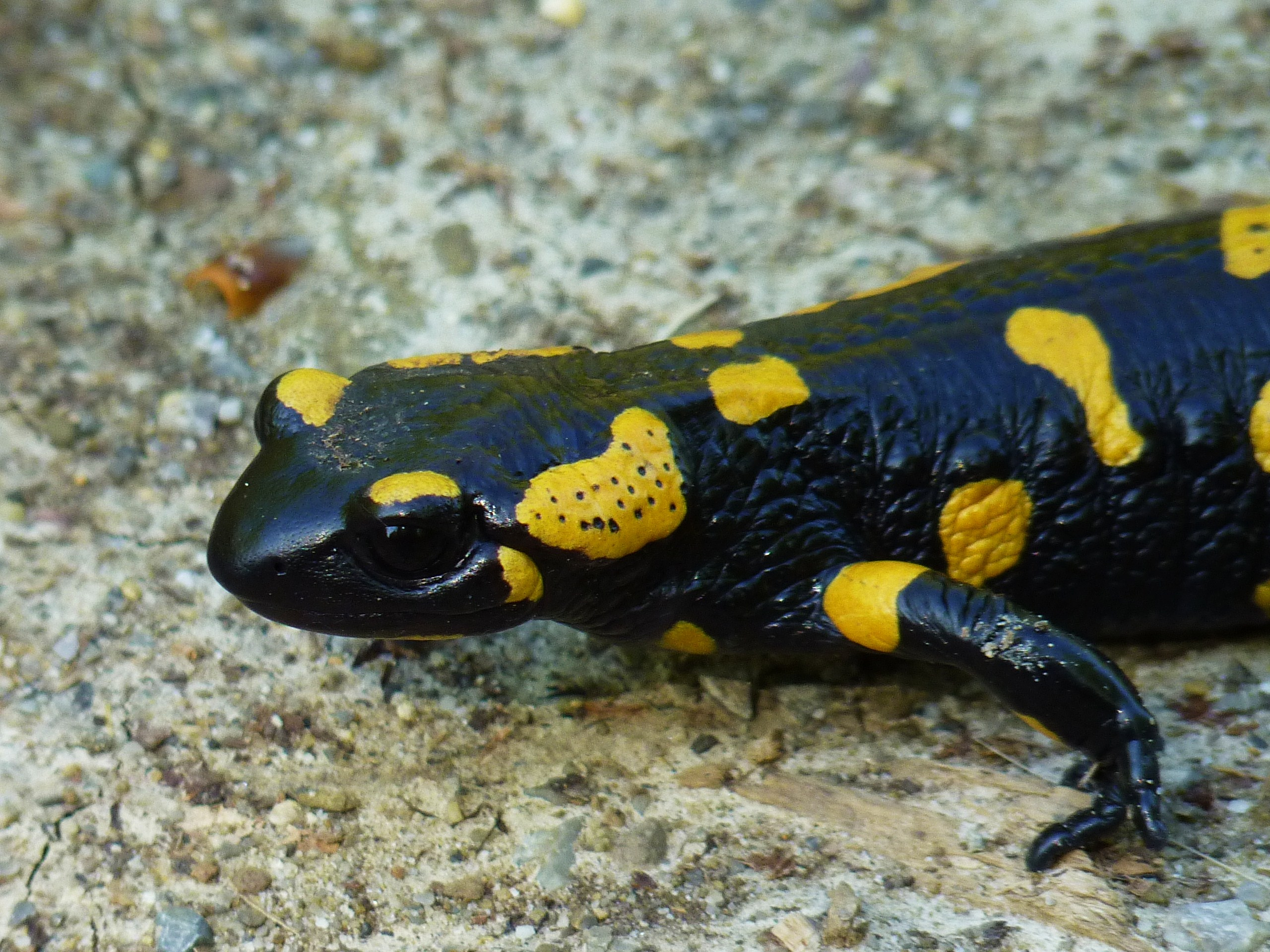
Gefleckte Nominatform (Salamandra salamandra salamandra)
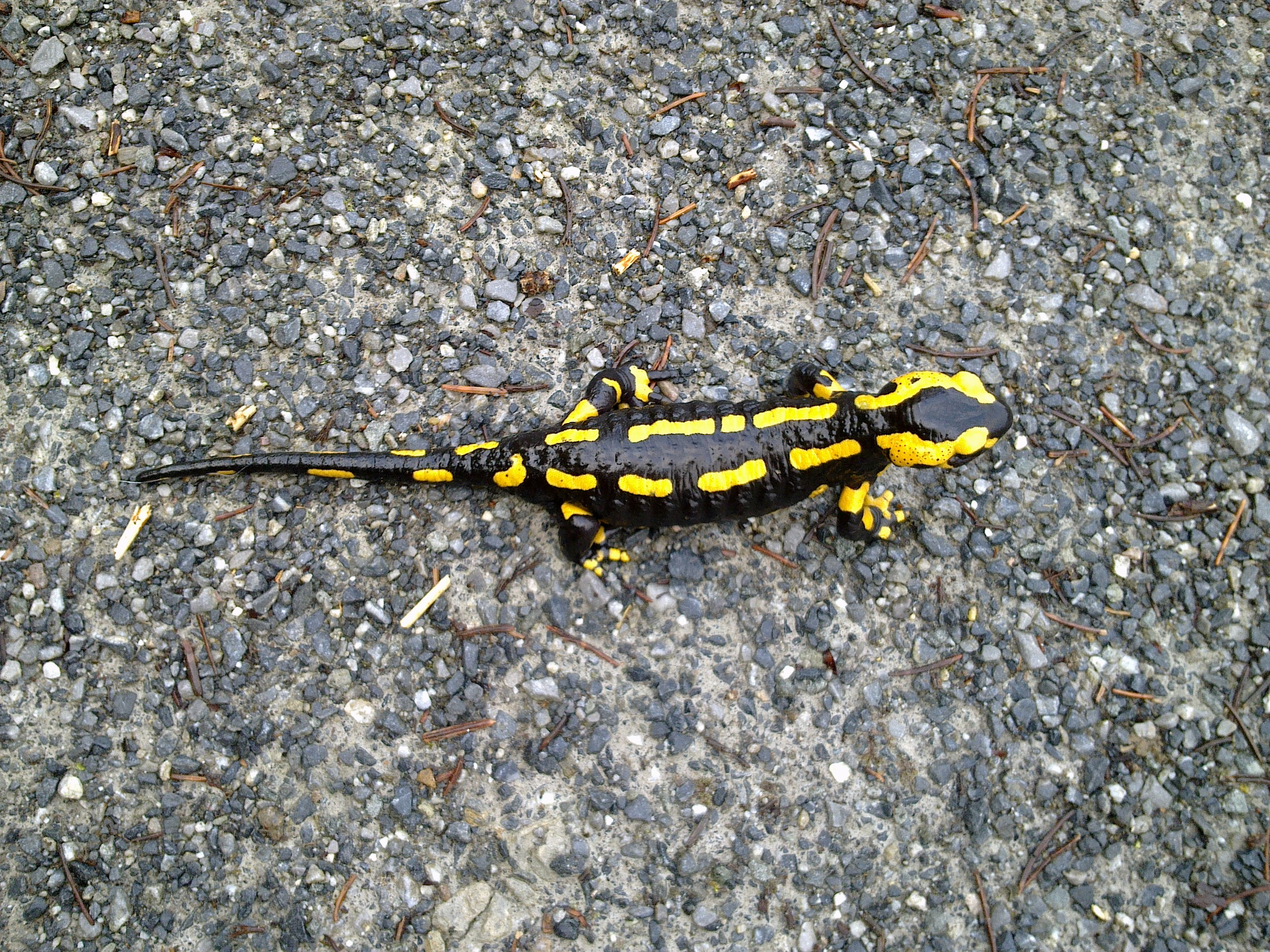
Gebänderte Unterart (Salamandra salamandra terrestris)
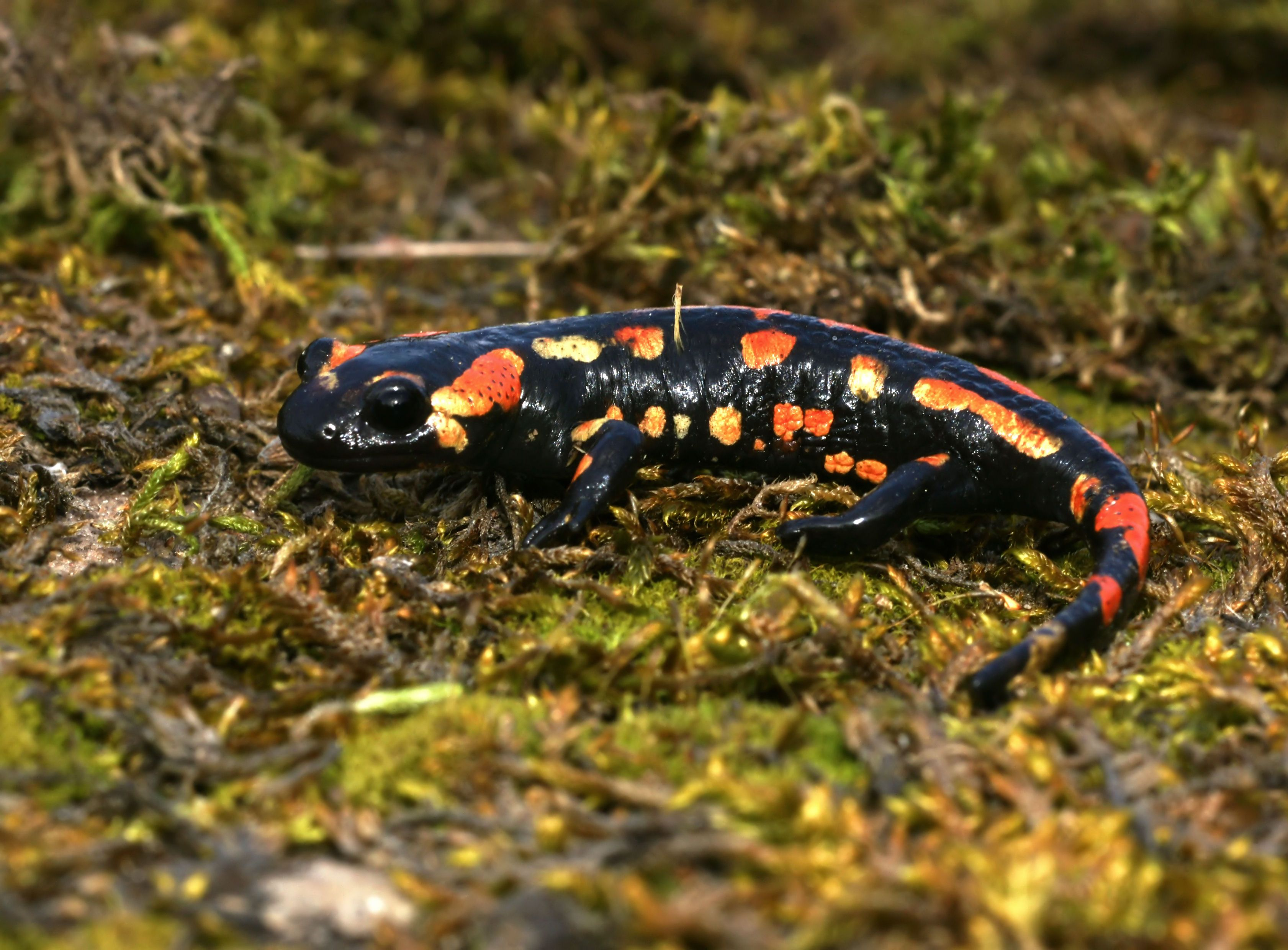
Rote Variante aus dem Saarland
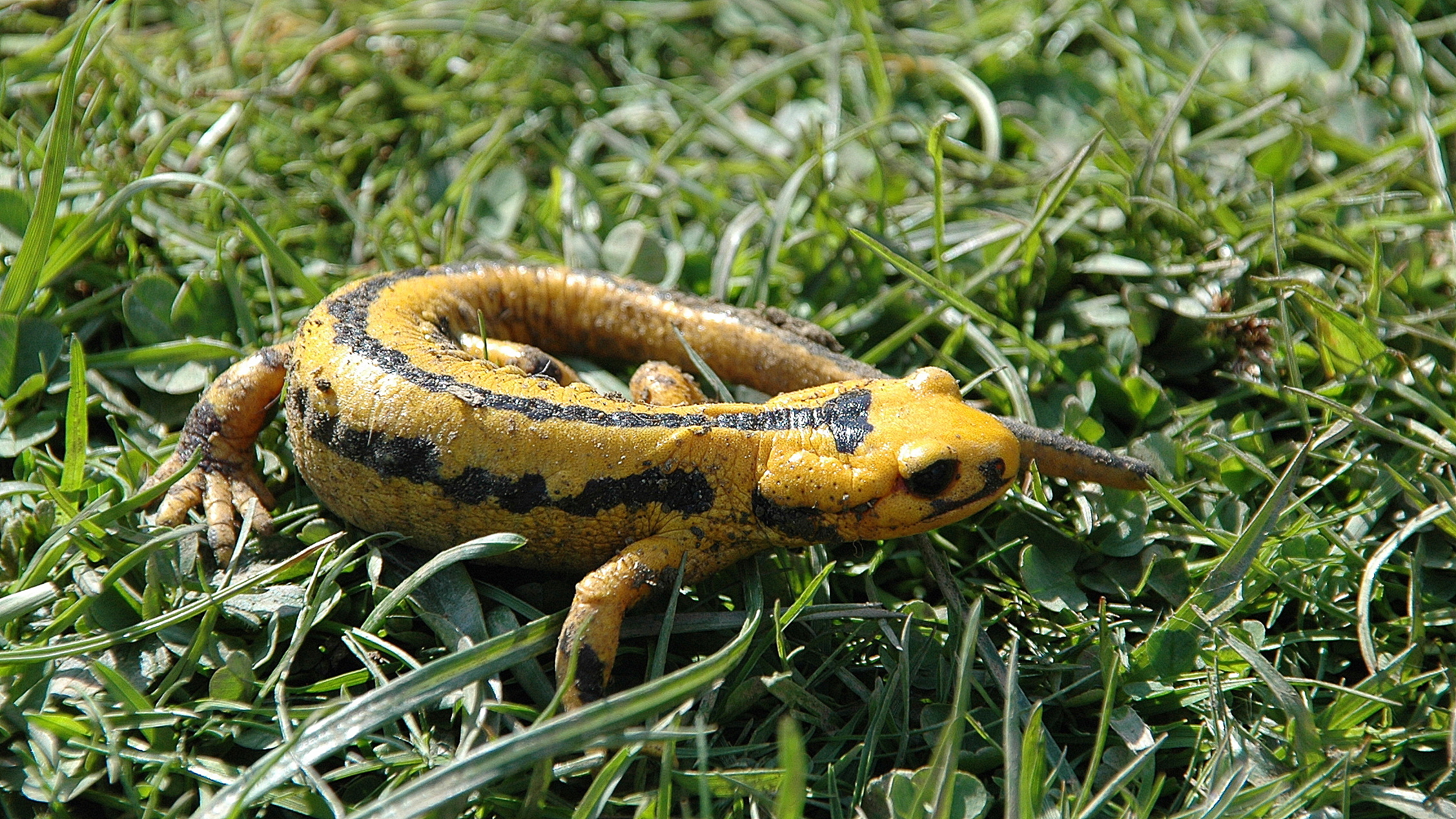
Überwiegend gelb gefärbtes Exemplar

Wie bei anderen Amphibienarten können auch bei Feuersalamandern Umgebungsfaktoren die Intensität der Körperfärbung beeinflussen. Auf gelblichen Böden, zum Beispiel in Löß- und Keupergebieten, erscheinen Salamander oft insgesamt heller, das Gelb intensiver. Den intensiv gelb gefärbten Exemplaren wird eine angeblich höhere Giftigkeit nachgesagt.
In montanen Lebensräumen erreicht die Schwarzfärbung ihre höchste Intensität. Dies wird als Anpassung zur besseren Aufnahme von Sonnenenergie interpretiert.
Unter dem Einfluss von Trockenheit und Wärme stumpfen die Körperfarben ab, bei längerer Einwirkung beider Faktoren erscheint die gesamte Hautoberfläche spröde und faltig. Diese äußerlichen Veränderungen spiegeln zugleich ein „Unwohlsein“ des Tieres wider, da die gesamte Hautoberfläche bei erwachsenen Salamandern atmungsaktive Aufgaben erfüllt, was nur in feuchter Umgebung optimal möglich ist. Ebenso wesentlich für den Gasaustausch ist die Atmung über die Mundhöhle. Durch Heben und Senken des Mundbodens können Salamander ein- bzw. ausatmen, bei gleichzeitig koordiniertem Schließen bzw. Öffnen der Nasenlöcher.
Die auffällige Körperfarbe des Feuersalamanders erfüllt noch eine weitere wichtige Funktion, sie dient als Warnhinweis auf die Giftigkeit. Beispiele für Warnfarben finden sich auch bei anderen Amphibienarten, vgl. Pfeilgiftfrösche, Gelbbauchunke. Mittels der Warntracht erfährt der potentielle Beutegreifer ein eindeutiges visuelles Signal, sich von dem Beutetier fernzuhalten.

### Das „Vomeronasalorgan“
Feuersalamander verfügen neben der Nase über ein weiteres Geruchsorgan, das Vomeronasalorgan. Es handelt sich dabei um eine länglich blind endende Einstülpung auf der Außenseite der Nasengänge, deren Epithel Geruchszellen enthält, die den nasalen Geruchsnerven angeschlossen sind. Es wird vermutet, dass das Organon vomeronasale die Zusammenführung der Sexualpartner unterstützt sowie dem Lurch bei der Orientierung im Gelände hilft. Möglicherweise steht die erstaunliche Ortstreue beim Auffinden der Laichplätze sowie der Sommer- und Winterquartiere damit in engem Zusammenhang.

### Ohrdrüsen (Parotiden)
Charakteristisch sind die paarig ausgebildeten, auffälligen Ohrdrüsen (Parotiden), die zum Beispiel den Wassermolchen fehlen, aber auch beim nah verwandten Alpensalamander sowie bei den Echten Kröten zu finden sind. Von den Parotiden ausgehend erstreckt sich auf beiden Seiten der Rückenmitte jeweils eine Drüsenreihe, die bis zum Schwanz reicht. Zur Abwehr von Feinden können die Ohrdrüsen sowie die am Rücken lokalisierten Drüsenreihen ein weißliches, giftiges Sekret absondern. Unter starkem Stress stehende Tiere sind sogar in der Lage, das Gift in dünnen Strahlen bis über einen Meter weit auszustoßen. Erste Hinweise, dass Feuersalamander Gift absondern, sind bereits aus dem 17. Jh. schriftlich belegt. Nach neueren Erkenntnissen sind auch die am Rücken verlaufenden Hautdrüsen nach mechanischem Reiz in der Lage, Gift zu versprühen. Die Reaktionen zeigen sich selbst noch bei der Präparation frisch toter Exemplare.
Die Fähigkeit des willkürlichen und offensichtlich auch unwillkürlichen Verspritzens von giftigen Flüssigkeiten hat in vergangener Zeit die menschliche Phantasie dazu bewegt, im Feuersalamander ein dämonisches, mit übernatürlichen Fähigkeiten ausgestattetes Wesen zu erkennen → (Kap. Historisches).

### Hautsekrete
Die in den Hautdrüsen des Feuersalamanders erzeugten Sekrete enthalten verschiedene organische Verbindungen. Dazu zählen Alkaloide, Steroide und biogene Amine. Zu den auch als Salamander-Alkaloide bezeichneten Substanzen gehören unter anderen Samandarin (C19H31NO2), Samandaridin (C21H31NO3), Samandaron (C19H29NO2). Alle Salamander-Alkaloide besitzen eine Steroid-ähnliche Struktur und leiten sich vom 3-Aza-A-homo-5β-androstan ab. Einige dieser Alkaloide enthalten ein Oxazolidin als Struktureinheit, wie z. B. Samandaridin, andere ein Carbinolamin, wie es im Cycloneosamandinon der Fall ist. Die letale Dosis (LD50) der isolierten Salamander-Alkaloide liegt bei 1,2–1,5 mg/kg. Weiterhin befinden sich Cholesterin und davon abgeleitete Steroide, sowie die biogenen Amine Tryptamin und Serotonin im Gift des Feuersalamanders.

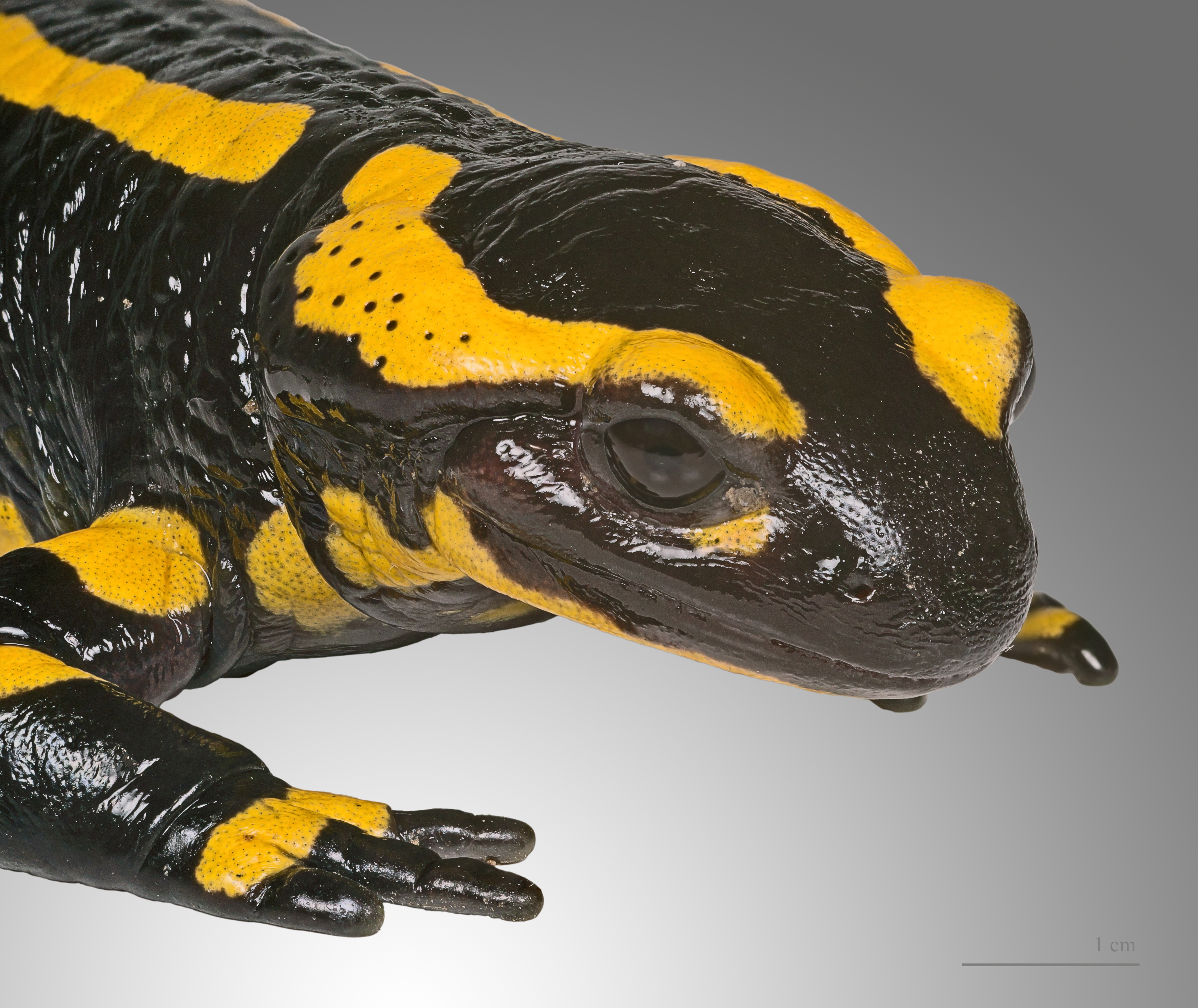
Insbesondere die Ohrdrüsen können rasch giftige Sekrete abgeben
Samandarin – Struktur
Samandaridin – Steroid

Meist verursachen die Sekrete beim Menschen ein leichtes Brennen auf der Haut. Bei empfindlichen Personen und Kleinkindern können sie auch zu Übelkeit, Atembeschwerden und Erbrechen führen. Hin und wieder wird in der Tagespresse von Vergiftungserscheinungen durch Feuersalamander berichtet. Insbesondere junge Hunde und unerfahrene Katzen, die den Lurch meist als Spiel- oder Beuteobjekt betrachten, werden dabei in „Mitleidenschaft“ gezogen. Die Folgen sind Maulsperre, Genickstarre oder starker Speichelfluss, in Einzelfällen auch der Tod. Neben der Abwehr von Fressfeinden dient das Hautdrüsensekret in erster Linie der Hemmung des Bakterien- und Pilzwachstums auf der feuchten Hautoberfläche. Gegen die neuerdings aus Asien eingeschleppte Pilzerkrankung Batrachochytrium salamandrivorans (Bsal) sind die Hautsekrete allerdings ohne Wirkung.

### Häutung
Feuersalamander müssen sich in gewissen Abständen häuten, insbesondere die heranwachsenden Exemplare. Da während des Häutungsprozesses die Abwehr mittels der Hautgifte stark eingeschränkt ist, vollziehen die Tiere diesen Vorgang überwiegend an versteckten Plätzen. Die Häutung wird eingeleitet, indem der Kopf oder die Schnauzenspitze an Holz, Steinen oder sonstigem Substrat gerieben wird. Nachdem der Kopf von der alten Haut befreit ist, schiebt sie sich über dem Hals zusammen. Wenn dieser Hautwulst den Hals zu eng umschließt, kann es im Extremfall zum Ersticken kommen, insbesondere bei jüngeren Exemplaren. Mittels schlängelnder und ruckartiger Bewegungen versucht der Lurch den Hautwulst vom Hals über die Brust bis zum Schultergürtel herabzuziehen, um dann anschließend mit den Vorderbeinen aus der restlichen Hauthülle auszusteigen. Ist dies gelungen, hat der Salamander die schwierigste Phase der Häutung hinter sich. Der Ausstieg aus dem verbliebenen Rest gleicht dem Abstreifen eines Strumpfes, wobei Unebenheiten des Untergrundes unterstützende Dienste leisten können. Vielfach wird die alte Haut abschließend gefressen. Die frische Haut ist nach dem Häutungsvorgang noch feucht, weich und etwas empfindlich; nicht selten verharren die Salamander darum einige Zeit mit ausgestreckten Armen und Beinen. Nach vollzogener Häutung sind die farblichen Kontraste der schwarz-gelben Körperoberfläche am intensivsten. Vermehrte Häutungen sind wohl ein Abwehrverhalten zur Verringerung der Pilz- und Parasitenlast. Gegen den o. g. Hautpilz (Bsal) bewirken sie offensichtlich wenig.
Feuersalamanderlarven häuten sich nicht. Ihre Epidermis ist wesentlich einfacher strukturiert als die der erwachsenen Tiere.

### Lautäußerungen
Feuersalamander haben keine Schallblasen wie die Froschlurche. Trotzdem sind sie zu Lautäußerungen fähig; allerdings ist die Deutung von Lauten wie „Quietschen“, „Fiepen“ und „Piepsen“ oder „hellem Knurren“ umstritten. Manche Fachleute gehen davon aus, dass bioakustische Phänomene beim Feuersalamander mehr zufälliger Natur sind und durch mechanisches Auspressen von Luft bei Erschrecken entstehen. In diesem Fall würde dies keine wirkliche Kommunikation darstellen. Dafür spricht auch die Tatsache, dass Schwanzlurche weder ein Mittelohr noch ein Trommelfell besitzen. Dennoch gibt es einige zuverlässige Autoren, die von Lautäußerungen berichten. Die älteste, belegte Mitteilung geht auf den Nürnberger Arzt Joh. Paul Wurfbain aus dem Jahr 1683 zurück. In jüngerer Zeit hat G. Menges eine Reihe von Literaturstellen über Lautäußerungen des Feuersalamanders zusammengestellt. Demnach sind die Laute meist leise und werden in Situationen abgegeben, in denen sich die Lurche besonders wohl fühlen oder aber bedroht bzw. erschreckt werden. Äußerungen des Wohlbefindens werden durch sehr leises Trillern und Piepsen ausgedrückt. Reaktionen des Erschreckens und der Abwehr äußern sich je nach Situation in Quietschlauten. Auch beim Aufnehmen der Tiere kann es zu Lautäußerungen kommen. Von den Riesen-Querzahnmolchen (Dicamptodon) z. B. ist bekannt, dass sie in Gefahrenmomenten ein „bellendes“ Geräusch erzeugen können.

### Optischer Sinn

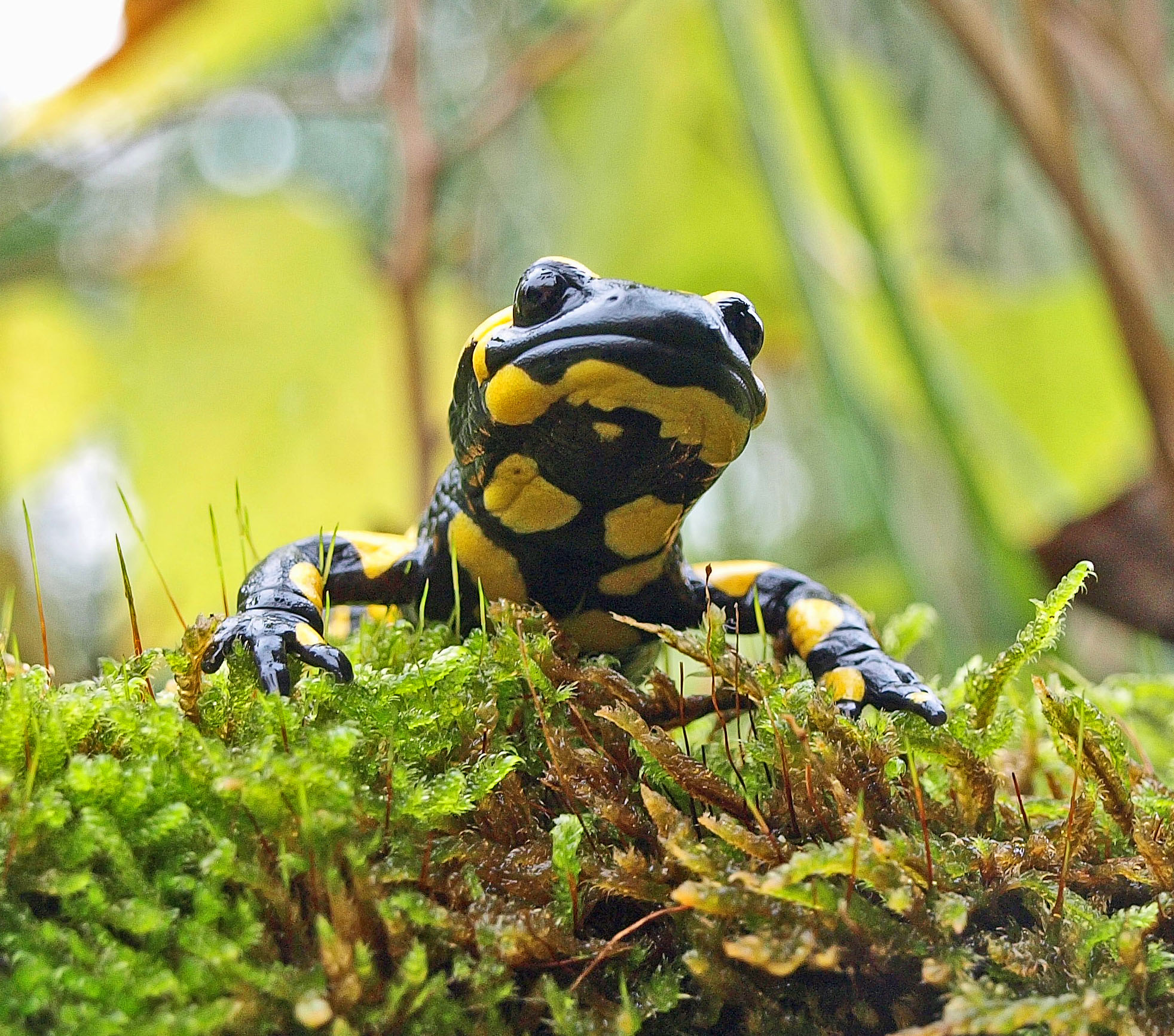
Feuersalamander, die dunklen Augen sind extrem lichtsensitiv

Dass sich erwachsene Feuersalamander sehr gut visuell orientieren können, ist durch die erstaunliche Standorttreue der Tiere sowie das gezielte Wiederauffinden der verschiedenen Quartiere (Winterquartier, Laichplatz, Nahrungshabitate) belegt. Da sich der Salamander überwiegend in der Dämmerung und in der Nacht mithilfe seiner Augen orientieren muss, erhob sich die Frage, unter welchen Lichtstärken ein Feuersalamander seine Umwelt noch wahrnehmen kann. Man ist dieser Frage mit Hilfe eines Infrarot-Sichtgeräts nachgegangen und hat ermittelt, dass S. salamandra noch bei 10−4 Lux Beutetiere erkennen kann und sie erfolgreich fängt. Die Augen des Menschen erkennen bei dieser geringen Lichtintensität schon nichts mehr. Im Normalfall verlassen die Tiere bei weniger als 10 Lux ihre Tagesverstecke, um sie dann in der Morgendämmerung wieder aufzusuchen.

## Lebensweise

### Lebenserwartung
In Gefangenschaft kann der Feuersalamander ein hohes Lebensalter erreichen. So wird von einem Feuersalamander berichtet, der im Museum Koenig (Bonn) von 1863 bis 1913 in einem Terrarium gepflegt wurde und ein Alter von mehr als 50 Jahren erreichte – das Tier war zum Zeitpunkt des Fanges bereits erwachsen. Die Lebenserwartung in freier Wildbahn beträgt nachweislich über 20 Jahre.

### Fortpflanzung und Entwicklung

#### Geschlechtsreife und Geschlechtsmerkmale
Feuersalamander erlangen die Geschlechtsreife mit zwei bis vier Jahren. Die Geschlechter sind außerhalb der Paarungszeit, zum Beispiel im Winterquartier, nur schwer oder nicht unterscheidbar. Im Sommer ist beim männlichen Tier aber die Kloake halbkugelig aufgewölbt und in der Körperlängsrichtung verläuft ein deutlich sichtbarer Spalt. Die Kloakenregion der Weibchen bleibt auch in der Fortpflanzungsphase flach.

#### Paarung
Die Paarung des Feuersalamanders unterscheidet sich von der in Mitteleuropa heimischen Amphibien und stellt einen Sonderfall dar. Während die meisten Lurche im Frühjahr für einen gewissen Zeitraum Teiche und Tümpel aufsuchen, um sich dort zu paaren und Eier abzulegen, paaren sich Feuersalamander ausschließlich an Land. Die Paarungszeit erstreckt sich von etwa April bis September mit einem klaren Schwerpunkt im Juli. Die Geschlechter finden wahrscheinlich über Geruchs- und Berührungsreize zueinander. Zur Paarung schiebt sich das männliche Tier unter das Weibchen und umgreift mit den Vorderbeinen diejenigen der Partnerin. Nach einer Stimulation des Weibchens setzt das Männchen schließlich eine gelatinöse kegelförmige Spermatophore ab, auf deren Spitze ein Spermatropfen sitzt. Während es das Weibchen weiterhin festhält, bewegt das Männchen anschließend seinen Hinterleib zur Seite und ermöglicht so dem Weibchen, seinen Hinterleib abzusenken und das Samenpaket in seine Kloake aufzunehmen. Nach einer erfolgreich verlaufenden Paarung ist das Weibchen in der Lage, die Samenflüssigkeit des Männchens mehrere Jahre im Körper aufzubewahren. Infolge dieser Strategie ist es den Tieren möglich, über längere Zeiträume auch ohne Sexualpartner alljährlich für Nachwuchs zu sorgen.

#### Vorgeburtliche Entwicklung der Larven
Nach der Paarung trägt das weibliche Tier etwa acht bis neun Monate die Embryonen aus (sog. intrauterine Entwicklung). Während dieser Entwicklungsphase liegen die noch von den Eihüllen umgebenen Larven in einer Flüssigkeit, die beträchtliche Mengen an Harnstoff enthält. Man nimmt an, dass die jeweilig vorherrschende Harnstoffkonzentration im Muttertier maßgeblich die Entwicklungsgeschwindigkeit der Larven mitbestimmt. Bei Feuersalamander-Populationen, die in höheren Lagen leben, soll es nur alle zwei Jahre neugeborene Larven geben. Auch dies wäre eine Parallele zur Fortpflanzung des Alpensalamanders.

#### Geburt und weitere Entwicklung der  Larven
Für den Geburtsakt suchen weibliche Exemplare im Frühjahr passende Gewässer in ihrem näheren Umfeld auf. Dafür legen sie Strecken bis zu 375 Meter zurück. Vor allem in Mittelgebirgslagen wandern die trächtigen Tiere zu Fließgewässern, um die Larven bevorzugt in fischfreien Quellbereichen oder Bachoberläufen abzusetzen. Unter den einheimischen Amphibien ist der Feuersalamander die einzige Art, die fließende Gewässer als Vermehrungsplatz akzeptiert. Im Flachland dagegen werden überwiegend  Stillgewässer genutzt. Dort können bei günstigen Bedingungen die Larven auch vor Beginn des Winters abgesetzt werden. Sie haben dann einen deutlichen Entwicklungsvorsprung gegenüber den Larven, die erst im Frühjahr geboren werden. Larven, die den Winter im Gewässer überstehen, können so bereits im Frühsommer an Land gehen.
Zur Geburt der Larven bewegt das Weibchen seinen Hinterleib ins Wasser, um den Nachwuchs an geeigneten Stellen im Uferbereich abzusetzen; dies geschieht überwiegend nachts. Je nach Alter, Körpergröße und Ernährungszustand des Weibchens werden innerhalb mehrerer Tage schubweise durchschnittlich 30 Larven geboren, von wenigen bis zu 70. Die Eihüllen platzen im Moment der Geburt auf. Der Feuersalamander laicht also nicht, sondern ist lebendgebärend; man spricht hier von Ovoviviparie oder auch Larviparie.
Die zunächst 25 bis 35 Millimeter kleinen Larven des Feuersalamanders sind anfangs unscheinbar bräunlich gefärbt. Sie haben äußere Kiemenbüschel und von Anfang an vier Beine. Erkennungsmerkmale der Larven sind: Der Kopf ist merklich breiter als der Rumpf, und an allen vier Oberschenkeln befindet sich ein heller, gelblicher Fleck. Mit zunehmendem Wachstum werden diese dunkler, während die spätere Fleckung allmählich immer deutlicher wird.

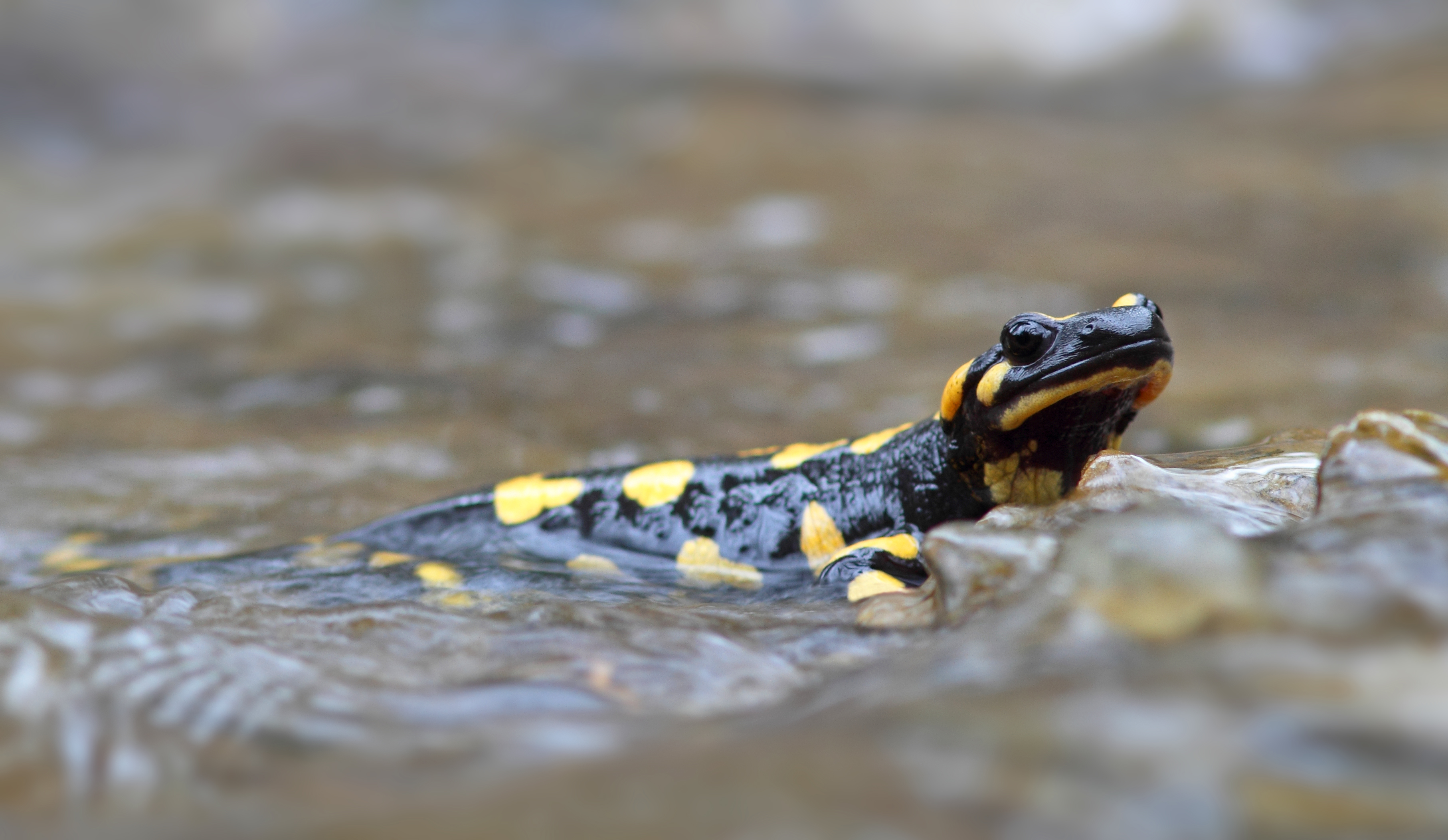
Weiblicher Feuersalamander beim Absetzen der Larven
- Video: Feuersalamander beim Verlassen eines Gewässers
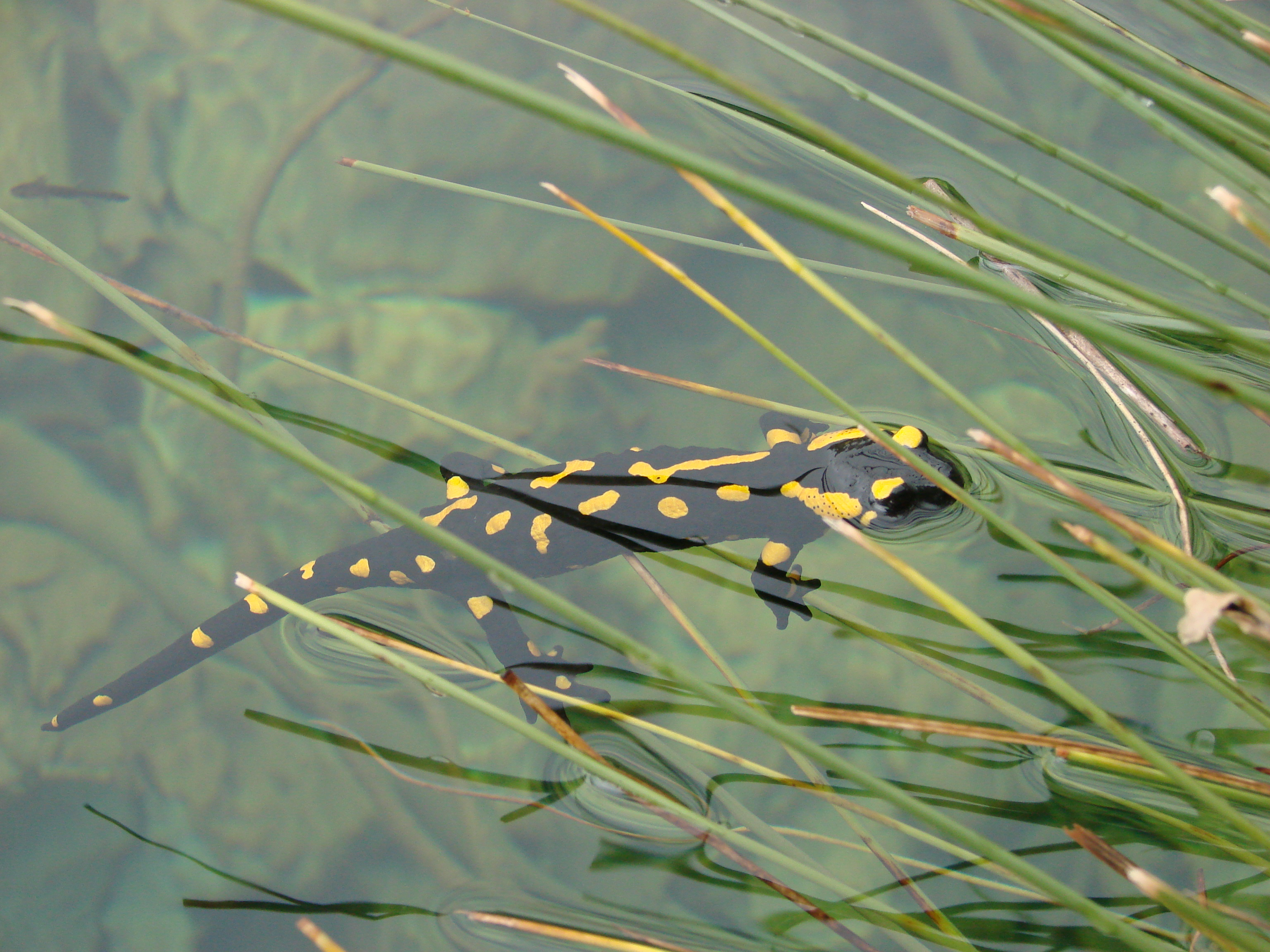
Feuersalamander am Reproduktionsgewässer
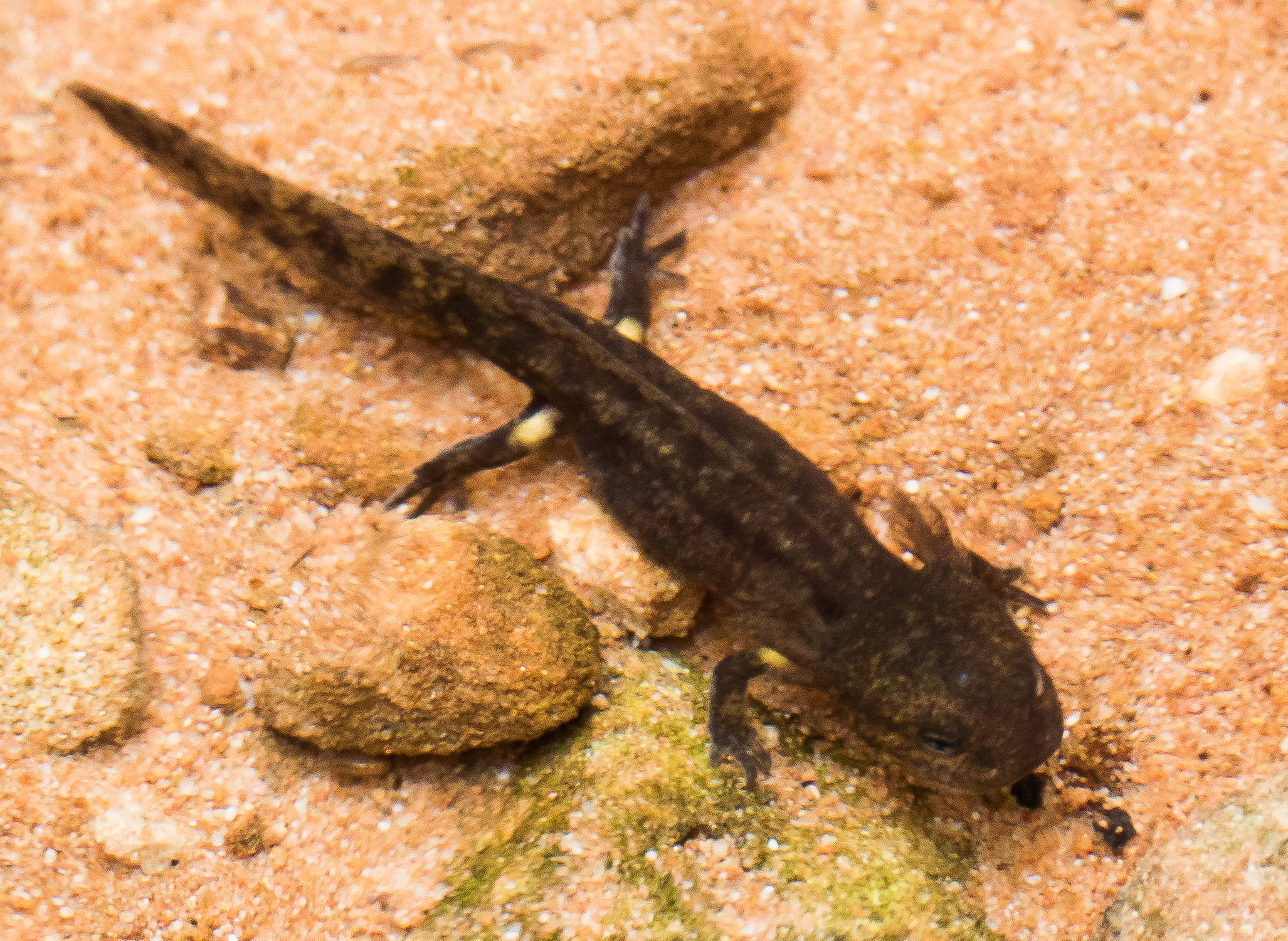
Feuersalamanderlarve, Quelltopf Eibachquelle im Norden von Erfweiler, Naturpark Pfälzerwald
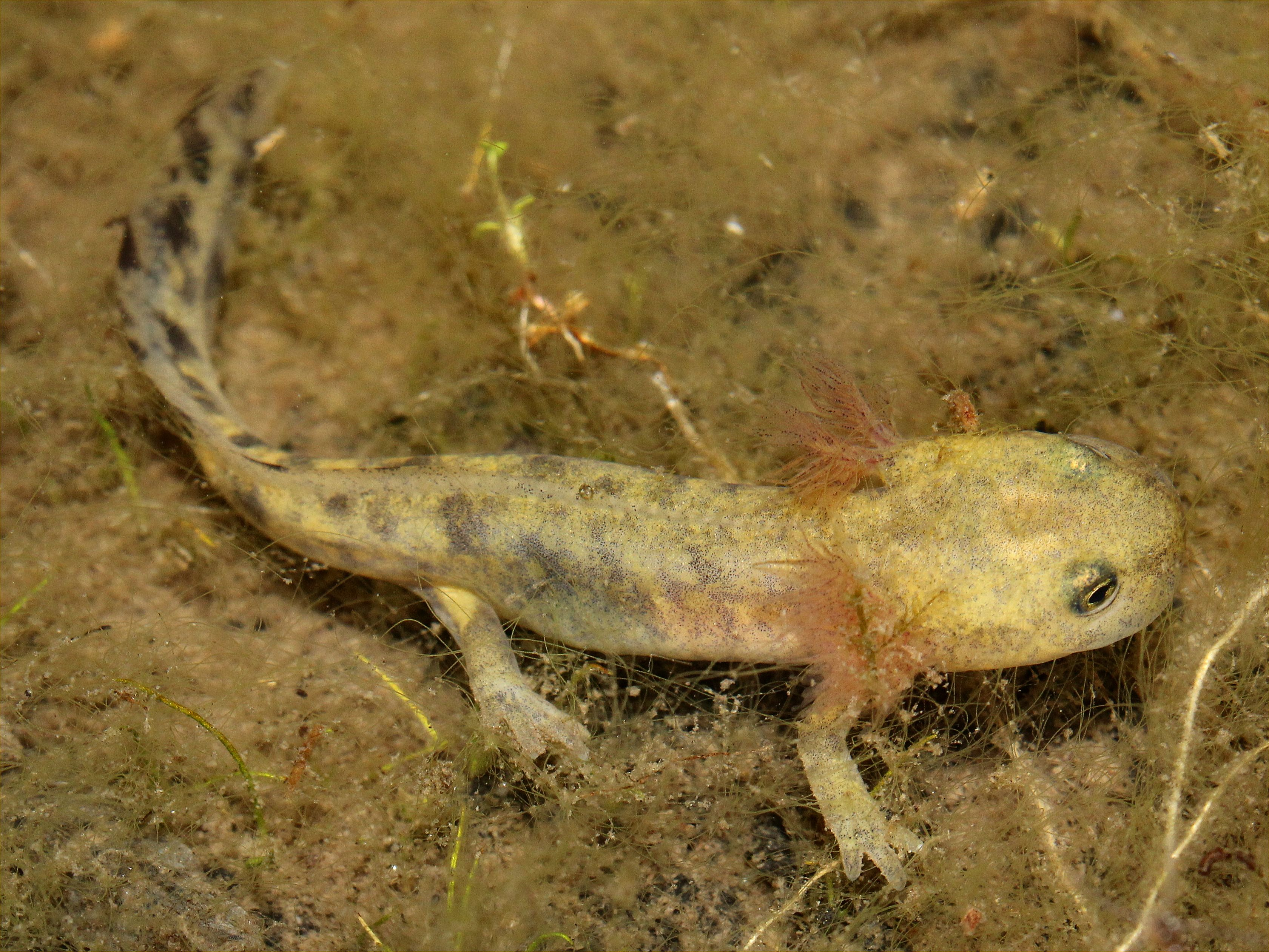
Hell pigmentierte Feuersalamanderlarve

Die Morphologie eines Gewässers hat einen großen Einfluss auf die Entwicklung der Salamanderlarven. In den Verbreitungsgebieten Mitteleuropas findet man sie meist in kleinen Bachoberläufen, vorzugsweise an Stellen mit geringer Fließgeschwindigkeit, in Quelltümpeln und Gumpen sowie dort, wo sich größere Bäche im Schatten stauen. Recht beliebt sind auch gefasste Quelltöpfe und beschattete Quellhorizonte. Den meisten Reproduktionsgewässern gemeinsam ist kühles, nährstoffarmes, sauerstoffreiches Quellwasser von 8 °C bis 10 °C mit kühl-feuchtem, schattigem und windstillem Mikroklima, das in der Regel aus Grundwasser oder Hangdruckwasser stammt. Bei höheren Fließgeschwindigkeiten findet man die Larven in Auskolkungen und lenitischen (langsamfließenden) Buchten. Gute Bedingungen bieten die so genannten Siepen (V-Tälchen).

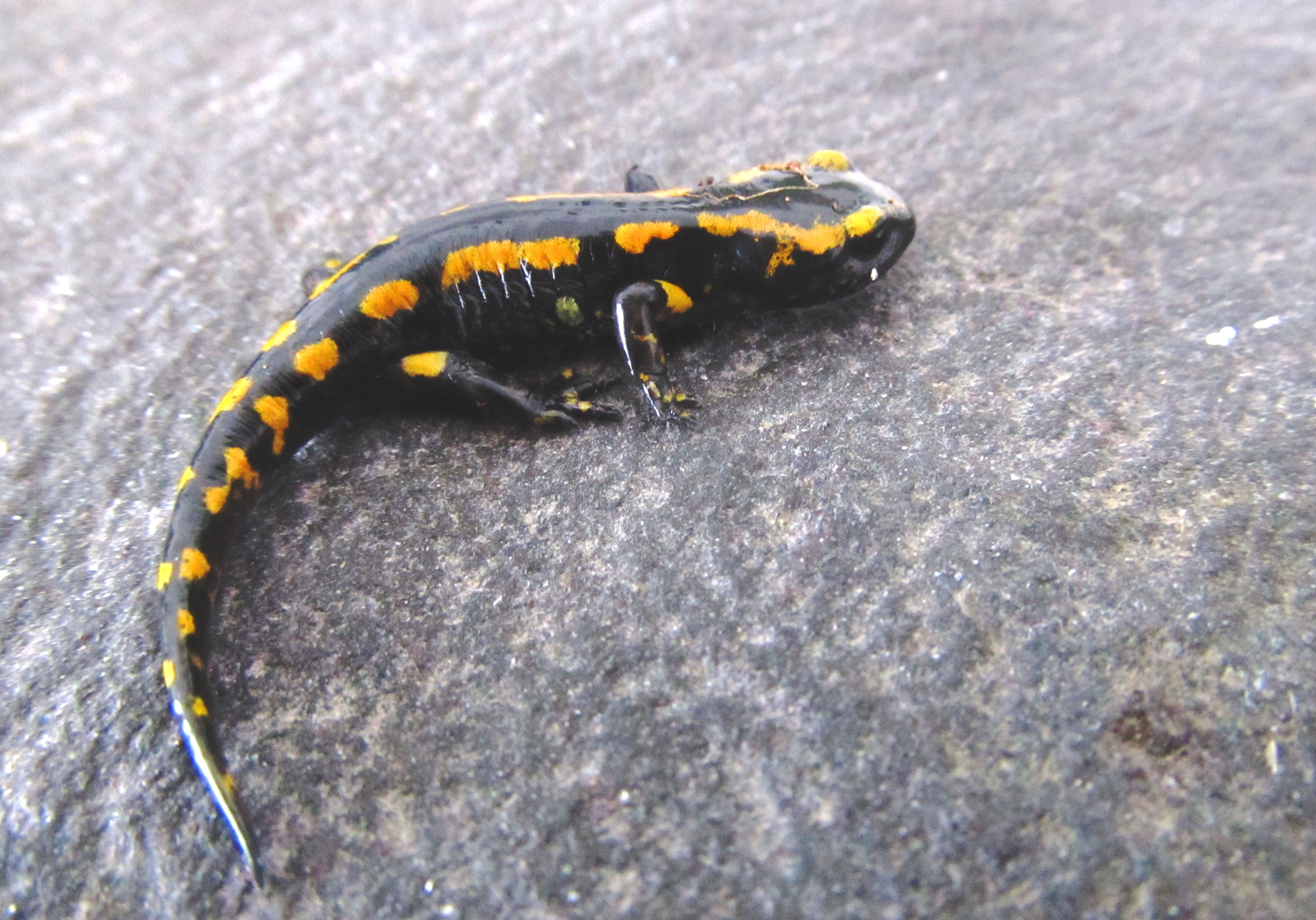
Frisch entwickelter Feuersalamander (ca. 50 mm). An Rücken und Schwanz erkennt man in der Vergrößerung noch den Flossenansatz

Weil der aquatische Lebensraum in der Regel recht kühl ist, benötigen die Larven für ihre Entwicklung recht lange. So vollzieht sich die Metamorphose vom kiemenatmenden Wasserbewohner zum lungenatmenden Landtier bei einer mittleren Temperatur um die 10 °C meist erst nach drei bis fünf Monaten – der Maximalwert steht dabei vor allem für kalte Gewässer in Gebirgslagen. Als besonders wichtig hat sich die Nahrungsaufnahme nach der Geburt herausgestellt. Zur Nahrung gehören Larven von Wasserinsekten, Flohkrebse und Wasserasseln; wie bei den Adulten gilt: Was überwältigt werden kann, wird aufgenommen. In Gewässern mit geringem Nahrungsangebot ist sogar Kannibalismus zu beobachten. Feinde der Larven sind Fische, insbesondere Forellen (Salmo trutta fario, Oncorhynchus mykiss) und Groppen sowie größere Libellenlarven (z. B. Gestreifte Quelljungfer) und Rückenschwimmer (Notonecta glauca).
Bei sehr günstigen Bedingungen, z. B. bei wärmerem Wasser (um 15 °C) und optimalem Futterangebot, kann die Metamorphose bereits nach zwei Monaten abgeschlossen sein. In diesem Stadium sind die Tiere etwa 50 bis 70 Millimeter lang. Größere Larven sind grundsätzlich in der Lage, temporär geringere Sauerstoffwerte durch Luftschnappen an der Wasseroberfläche zu kompensieren. Meist verharren die Tiere dann an der Wasseroberfläche, um Energie zu sparen.
Salamanderlarven, die erst spät im Jahresverlauf abgesetzt wurden (Juli/August) und ihre Entwicklung nicht mehr im gleichen Jahr beenden können, sind bei günstigen Lebensbedingungen in der Lage, im Larvalgewässer auch zu überwintern. Eine umfassende Übersicht zur Ökologie der Larven des Europäischen Feuersalamanders beschreiben die Autoren M. Veith, Lisa Geimer, N. Wagner & B. Thiesmeier (2022).

#### Viviparie und Neotenie bei Feuersalamandern
Einige Populationen von Feuersalamandern in Südeuropa können zum Teil fertig entwickelte Jungsalamander gebären (Viviparie), die sofort terrestrisch leben, während in sehr seltenen Fällen auch Neotenie vorkommt und die Tiere ihr Leben lang im Larvenstadium verweilen.
1928 hatte der Herpetologe Willy Wolterstorff von „vollmolchgebärenden“, also von Geburt an sofort lungenatmenden Feuersalamandern aus Oviedo in Nordwestspanien berichtet, die er damals als Unterart Salamandra maculosa taeniata forma bernardezi beschrieb. In den 1970er Jahren wurde der „Oviedo-Feuersalamander“ (Salamandra salamandra bernardezi) bestätigt, der dank seiner obligatorisch vollständigen Jungtiere völlig entkoppelt von Gewässern vor allem inmitten einer Stadtlandschaft lebt.
Es liegt nahe, die Evolution zum „Lebendgebären“ sowohl beim Alpen- als auch beim Feuersalamander als Anpassung an geänderte, extreme Lebensbedingungen zu deuten.  Die Viviparie beim Feuersalamander in Spanien kann als Anpassung an trockenwarmes (xerothermes) Klima und die damit verbundene Gewässerknappheit interpretiert werden.

### Überwinterung

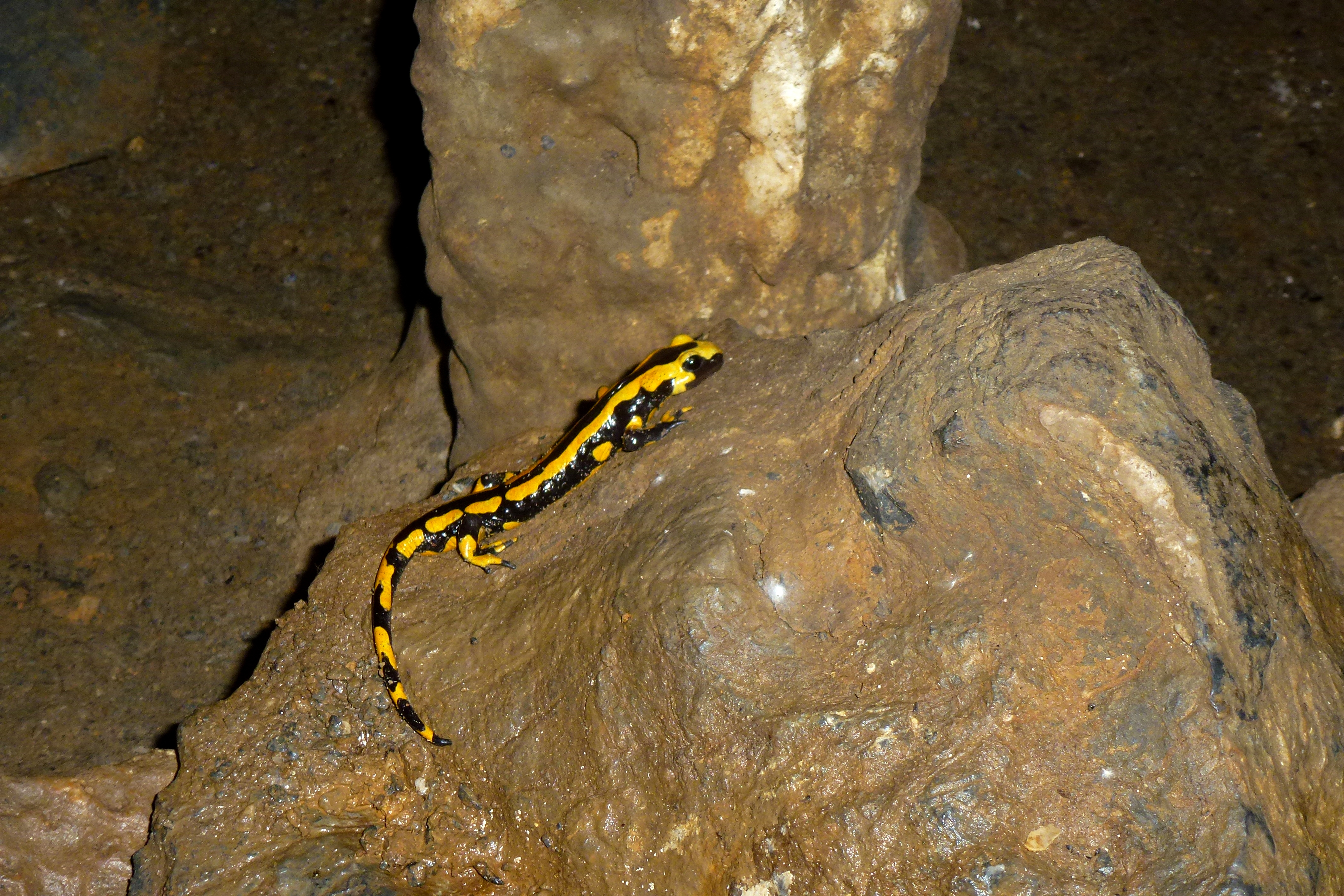
Feuersalamander in der Bilsteinhöhle

Die Winterquartiere werden erst mit Beginn bodenfrostkalter Nächte, also Ende Oktober/Anfang November aufgesucht. Die Überwinterung erfolgt überwiegend unterirdisch, vorzugsweise in wasserführenden Fels- und Bodenspalten, unter Baumstümpfen, in Brunnenstuben, in Bergwerksstollen sowie in Höhlen. Je nach Beschaffenheit der Höhle können die Lurche über 100 m in die Systeme vordringen. So wurden in alten Bergwerkstollen stellenweise bis zu 190 Exemplare während der Wintermonate nachgewiesen.

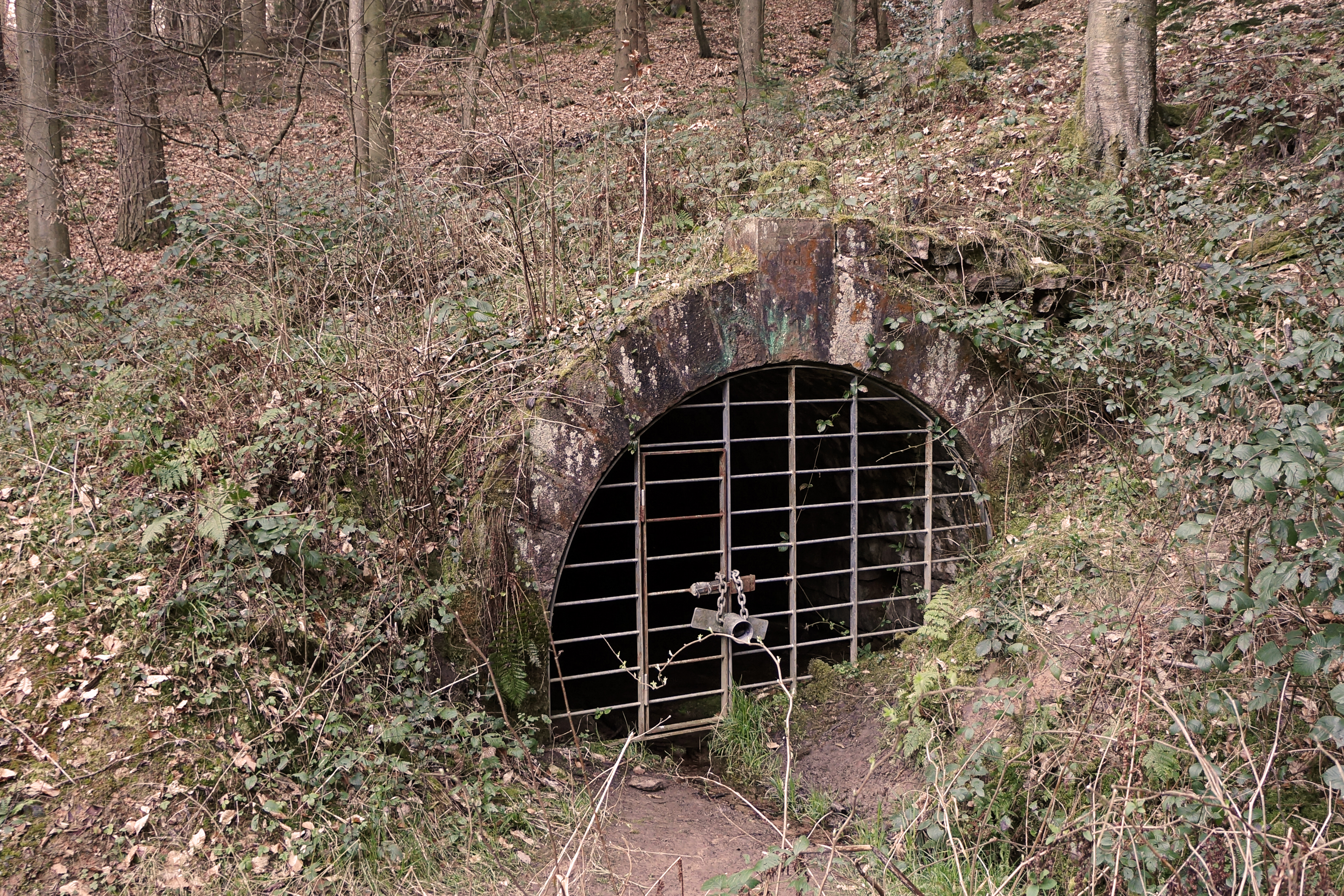
Stillgelegtes Bergwerk Mausbach bei Ziegelhausen (FFH-Gebiet: 6518-311 Steinachtal und Kleiner Odenwald)

Für einen längeren Aufenthalt zum Beispiel in quellwassergespeisten Höhlen müssen sich die Salamander jederzeit auf wechselnde Wasserstände einstellen, insbesondere nach Starkregen oder bei Schneeschmelze. So berichtet der Höhlenforscher F. Krauß von verblüffenden Überlebensstrategien des Feuersalamanders in den Karsthöhlen der Schwäbischen Alb:

„Normalerweise während der inaktiven Phase hält sich der Feuersalamander im Geröll des Höhlenbodens auf. Kurz bevor das Wasser kommt, kriecht er aber in höhergelegene Felsspalten. Wenn der Höhlenbach bei starkem Hochwasser alle Spalten überspült, lässt er sich aus der Höhle sogar herausschwemmen und wartet, bis das Wasser zurückgeht. Dies ist meist nach wenigen Stunden der Fall. Danach kriecht das Tier vor dem nächsten Frosteinbruch wieder in die schützende Höhle zurück.“

Aufgrund seiner Vorliebe für unterirdische Verstecke wurde der Feuersalamander für das Jahr 2023 als Höhlentier des Jahres in Deutschland und der Schweiz ernannt.
Gelegentlich sind Feuersalamander an wärmeren und windstillen Tagen auch während der Wintermonate anzutreffen. Es wird berichtet, dass sie sogar in der Lage sind, über kurze Zeiträume leichten Frost, Temperaturen bis −5 °C, unversehrt zu überstehen. Geschlossene Schneedecken verhindern allerdings jegliche Aktivität. Mit einsetzender Schneeschmelze werden die Salamander wieder aktiv. So können die Laichwanderungen der Weibchen bereits Mitte Februar beginnen. Als zusätzliche Faktoren spielen Tageslichtlänge, Luftbewegung und Luftfeuchte eine wichtige Rolle. Optimale Bedingungen herrschen bei etwa +10 °C, begleitet von einer hohen Luftfeuchtigkeit von 75 bis 90 Prozent und Windstille, dem sogenannten „Salamanderwetter“.

### Ernährung
Erwachsene Salamander ernähren sich weitgehend von wirbellosen Organismen wie Asseln, zum Beispiel Porcellio scaber, kleinen weichen Käfern sowie kleinen bis mittelgroßen Exemplaren der Wald-Wegschnecke (Arion sylvaticus), Braunen Wegschnecke (Arion subfuscus) sowie Roten Wegschnecke (Arion rufus). Die zweite der drei genannten Nacktschnecken-Arten sitzt häufig an Pilzen und wird dort vom Feuersalamander „abgeweidet“. Daneben sind insbesondere Regenwürmer (Lumbricidae) als Beute sehr beliebt, aber auch Spinnen und Insekten sind begehrte Nahrungsquellen; sie werden vielfach in „Chamäleon-Manier“ beschlichen und dann je nach Größe entweder mit der Zunge oder mit einem Sprung und anschließendem Zupacken der Kiefer gefangen. Generell verzehren Feuersalamander alles, was von der Körpergröße noch überwältigt und verschlungen werden kann, also unter Umständen auch andere Amphibien wie Molche oder kleine Frösche. Wenn sich die ansonsten sehr langsamen Tiere einmal dafür „entschieden haben“, Beute zu machen, können sie plötzlich sehr agil werden. Kleine Zähne im Ober- und Unterkiefer sowie am Gaumen dienen zum Festhalten und zum Transport der Beute in den Schlund. Stark pendelnde Körperbewegungen unterstützen den Schlingvorgang, insbesondere nach der Überwältigung größerer Beuteorganismen. Jungtiere verzehren im Schnitt kleinere Beuteorganismen wie Springschwänze (Collembola), Enchyträen, Larven von Pilzmücken und Nymphen von Waldschaben.
Das Körpergewicht der Schwanzlurche kann beträchtlich schwanken, zum einen, weil Feuersalamander zuweilen übermäßig viele und große Beutetiere fressen, zum anderen, weil die adulten Weibchen im Frühjahr durch die Embryonen in ihrem Bauch stark an Masse zulegen. Ein gut genährter Feuersalamander von 19 Zentimetern Länge kann durchaus ein Gewicht von 55 Gramm oder mehr erreichen, große trächtige Weibchen sogar noch deutlich mehr.

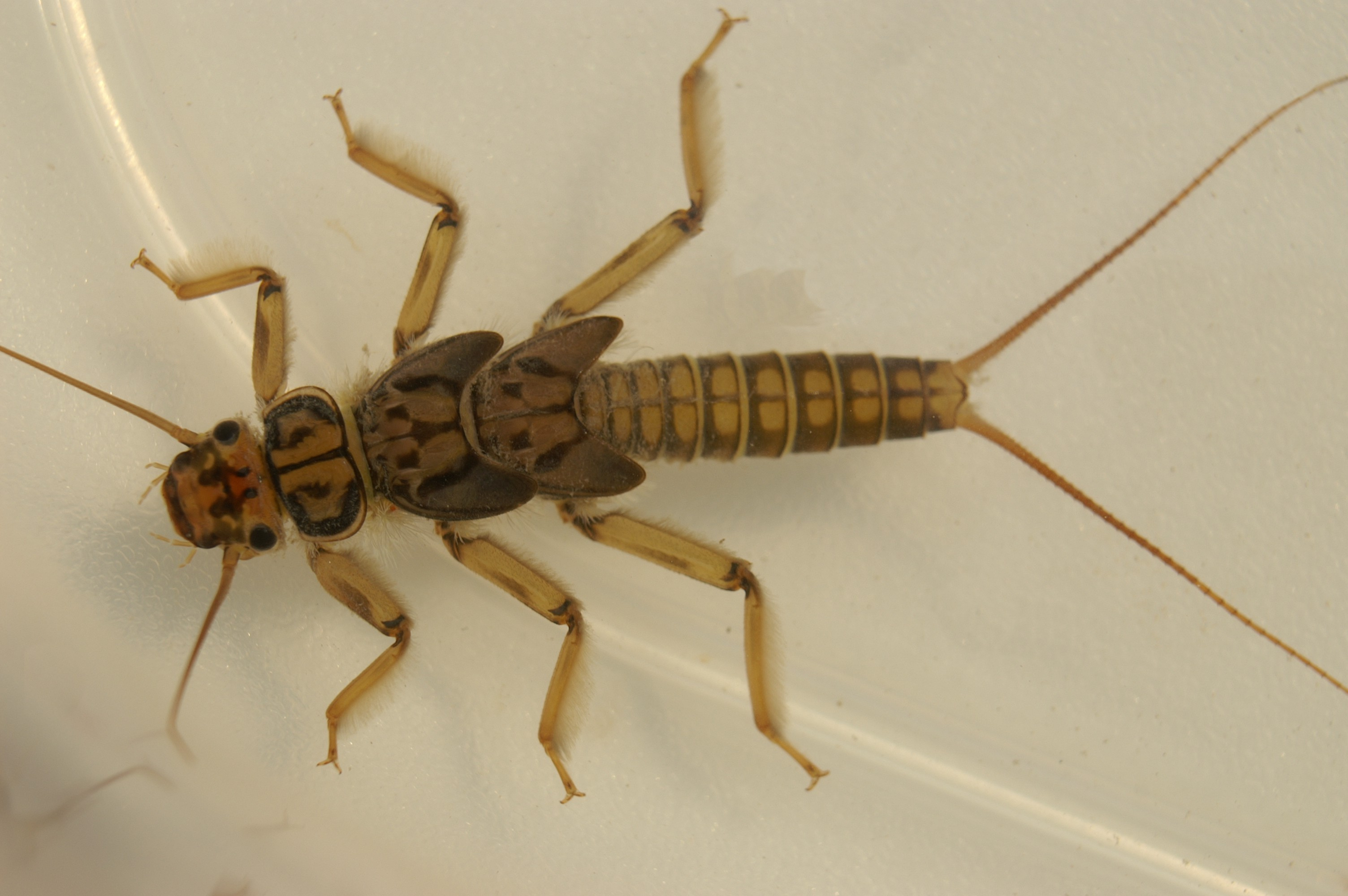
Steinfliegenlarve, wichtiger Nahrungsorganismus für Salamanderlarven

Die Nahrung der Salamanderlarven besteht überwiegend aus larvalen Stadien von Wasserinsekten wie Steinfliegen, Eintagsfliegen (hier: Ephemera danica), Zuckmücken (speziell Prodiamesa olivacea), Kriebelmücken (Simuliidae), Köcherfliegen (Trichoptera; hier vorwiegend köcherlose, also freilebende Formen wie etwa Rhyacophila dorsalis) sowie aus Bachflohkrebsen (speziell Gammarus fossarum). Es gilt aber für die Larve das gleiche wie für erwachsene Tiere: Was überwältigt werden kann, wird aufgenommen; so schreckt die Larve auch vor Kaulquappen nicht zurück. Salamanderlarven, die im unmittelbaren Bereich von Höhlengewässern aufwachsen, ernähren sich überwiegend von Höhlenflohkrebsen (Niphargus puteanus), Höhlenasseln (Asellus cavaticus) sowie vom Höhlenhüpferling (Graeteriella unisetigera). Bei extrem geringem Nahrungsangebot und hoher Larvendichte kann unter Salamanderlarven Kannibalismus auftreten. Beginnende Anzeichen sind abgebissene Gliedmaßen und zerfetzte Kiemenbüschel. Der Kannibalismus kann ebenso durch allzu große Altersunterschiede unter den abgesetzten Larven (Frühlarven/Spätlarven) innerhalb eines gemeinsamen Laichgewässers ausgelöst werden. Mit zunehmender Körpergröße steigern sich die Beißereien, bis letztendlich ein schwächerer oder bereits stark verletzter Artgenosse vom Stärkeren gefressen wird. Beim Eintritt in die Metamorphose wird die Nahrungsaufnahme für mehrere Tage bis zur vollständigen Umwandlung unterbrochen.

### Fressfeinde

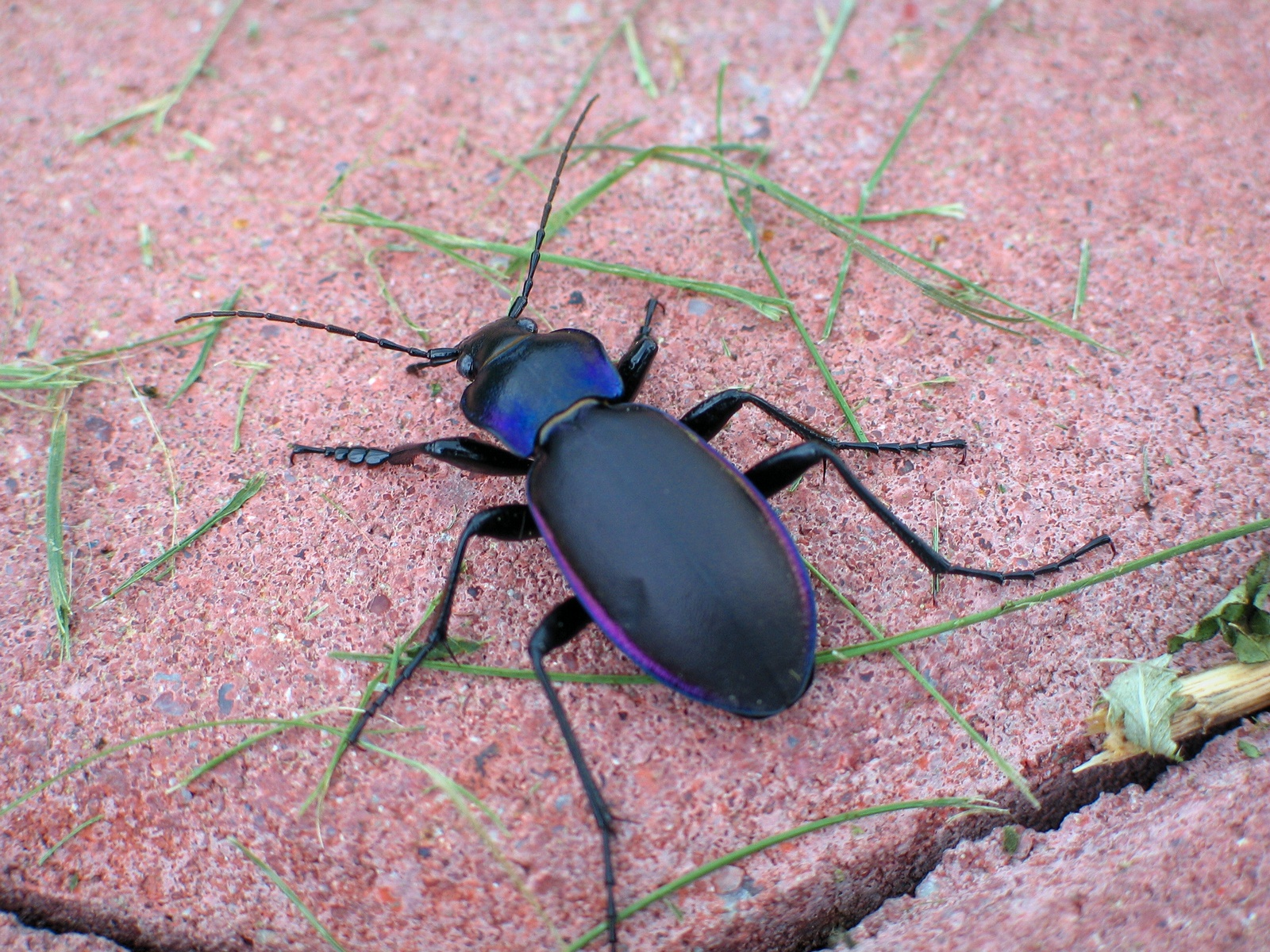
Carabus violaceus lebt häufig in feuchten Wäldern. Der Laufkäfer erbeutet u. a. junge Feuersalamander, bei denen die Giftdrüsen noch nicht entwickelt sind.

Der beste Schutz des Feuersalamanders gegen potentielle Fressfeinde (Prädatoren) sind sein Aposematismus (auffällige Warntracht) im Zusammenspiel mit seinem toxischen Hautdrüsensekret, das je nach Heftigkeit des Angriffs oder der lebensbedrohenden Situation stufenweise zum Einsatz kommen können. Erwachsene Salamander nehmen bei Gefahr zunächst eine typische Abwehrhaltung ein, indem sie der Gefahrenquelle die giftreichen Ohrdrüsen entgegenhalten. Lässt der Angreifer von seinen feindlichen Absichten nicht ab, sondert der Salamander weißlich gefärbte, schaumartige Drüsensekrete in sehr kurzer Zeit über die Ohrdrüsen und über die dorsal gelegenen Drüsenporen ab. Die heftigste Form der Abwehr ist das aktive Spritzen des Drüsensekrets. Es wurde beobachtet, dass ausgewachsene Feuersalamander in der Lage sind, ihr Hautsekret bis zu einem Meter weit auszustoßen.

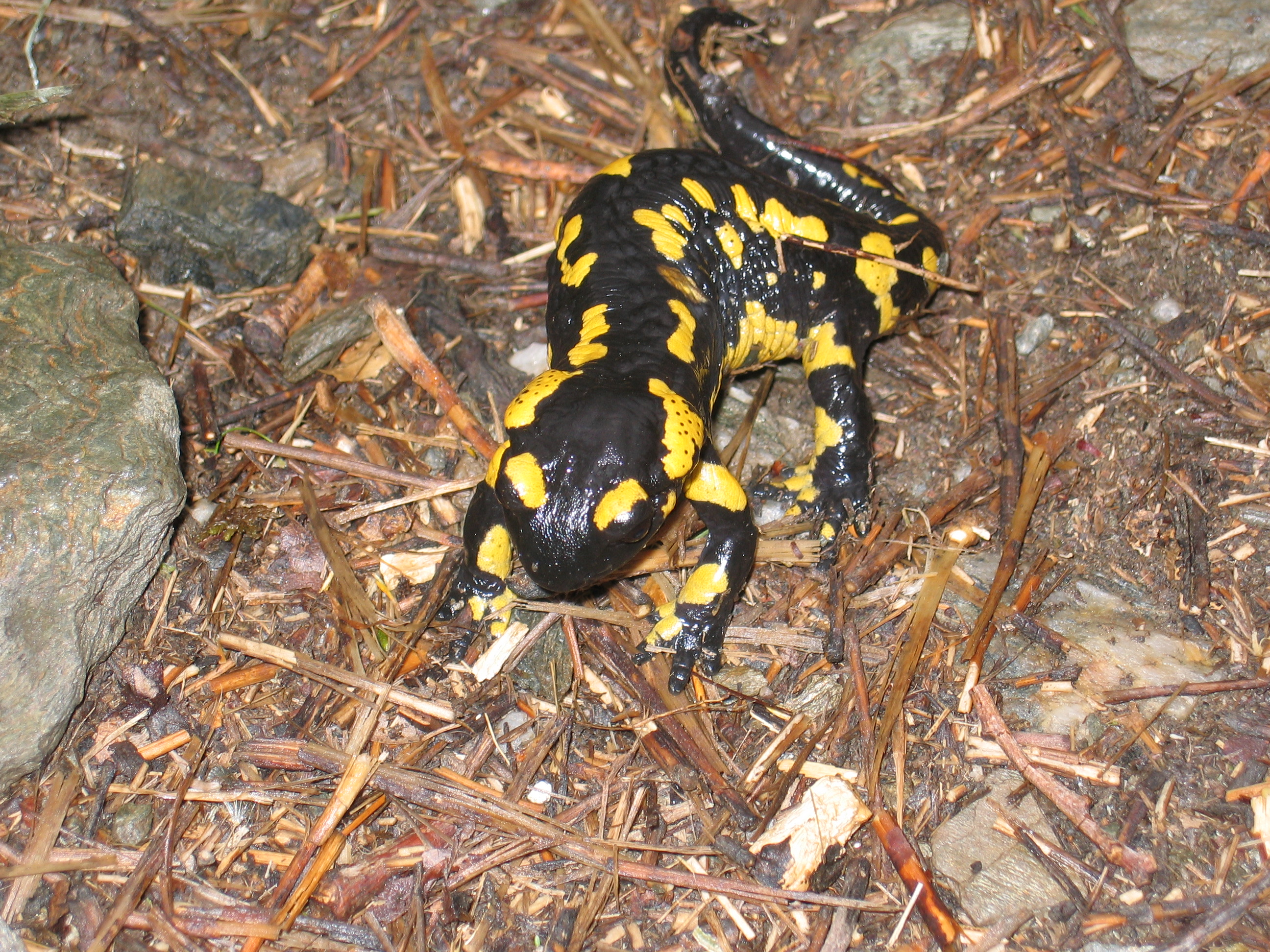
Feuersalamander in Abwehrhaltung: Stark angespannter Rumpf und aufgerichteter Vorderkörper, die Parotiden sind bereits leicht angeschwollen

In der Literatur finden sich keine Hinweise, dass erwachsene Salamander gezielt von Beutegreifern gesucht und verzehrt werden. Bislang wurden lediglich Angriffe von Ratten, Hühnern, Enten, Hunden, Katzen und manchmal auch Schlangen (z. B. Ringelnatter) beschrieben, die aber alle recht schnell von einem Angriff auf den Feuersalamander Abstand nahmen. Man kann deshalb generell sagen, dass erwachsene Feuersalamander keine natürlichen Feinde haben.
Anders ist die Situation bei den Larven und den juvenilen Exemplaren. So sind Angriffe waldbewohnender Laufkäferarten, z. B. der Goldleiste (Carabus violaceus), auf junge Feuersalamander beobachtet worden. Demnach verzehren die Käfer die frisch entwickelten Salamander meist von der Bauchseite her, dabei bleiben Rückenhaut sowie Teile des Kopfes und des Schwanzes übrig.
Stärker gefährdet sind die Salamanderlarven, da sie noch nicht in der Lage sind, giftige Drüsensekrete zu produzieren. Zu den Prädatoren zählen die Larven der Libellenarten Zweigestreifte Quelljungfer (Cordulegaster boltoni) und Gestreifte Quelljungfer (Cordulegaster bidentata) sowie der Rückenschwimmer (Notonecta glauca). Weitere Fressfeinde sind die bereits genannten Fischarten wie Bachforelle, Bachsaibling und Groppe, insbesondere dann, wenn die Salamanderlarven durch Verdriftung in tiefer gelegene Zonen von Bachläufen gelangen. Auch die Wasseramsel sowie die seltene Wasserspitzmaus stellen Feuersalamanderlarven gelegentlich nach.

## Parasiten
Der Befall erwachsener Feuersalamander durch äußere Parasiten („Ektoparasiten“) ist aufgrund der starken Hautgifte weder zu erwarten noch wurde dergleichen bisher beobachtet. Parasiten, die innerhalb der Leibeshöhle leben, Endoparasiten genannt, gibt es auch beim Feuersalamander. So konnte an einer Salamanderpopulation im Taunus der Befall der Larven mit der Art Pomphorhynchus laevis beobachtet werden, die zu den Kratzern (Acanthocephala) gezählt wird. Die Parasitierung betraf im vorliegenden Fall die Leber, in der pro Larve bis zu fünf Exemplare gefunden wurden. Direkte Beeinträchtigungen der Lurche konnten trotz dieser Befallsrate nicht festgestellt werden.
Vereinzelt wurden auch Infektionen mit Fadenwürmern (Nematoda) in Darm und Mundschleimhaut beobachtet.

## Mensch und Feuersalamander

### Historisches – vom Monster zur Werbefigur
Der Feuersalamander ist aufgrund seines auffälligen äußeren Erscheinungsbildes seit langer Zeit dem Menschen vertraut, was nicht immer zu seinem Vorteil war. In früheren Jahrhunderten glaubte man, dass die Hautsekrete des Salamanders nicht nur todbringend giftig seien, sondern auch imstande seien, Brände zu löschen. Entsprechend abergläubisch reagierten die Menschen und warfen die Tiere ins Feuer; darauf geht wohl auch der Name zurück. Der Glaube an die angebliche Unzerstörbarkeit durch Feuer ist bereits im spätantiken Wiener-Dioskurides-Manuskript belegt.
Joachim Camerarius aus Nürnberg schreibt 1590 in seinem Werk „Symbolorum et emblematum ex animalibus quadrumpedibus desumtorum centuria altera“:

„Siehe der Salamander geht durch die Flammen hindurch. Unverletzt bleibt immer auch die Reinheit.“

Nach den verschiedenen Darstellungen in den so genannten Emblembüchern des späten Mittelalters hat der Feuersalamander aber mehr Ähnlichkeit mit einem Reptil, das eher an ein „drachenähnliches Geschöpf“ erinnert. Diesen Darstellungskonventionen entkommt der Feuersalamander erst Mitte des 17. Jahrhunderts durch ein Gemälde des Antwerpener Malers Jan van Kessel des Älteren (1626–1679), das einen naturalistisch dargestellten Feuersalamander inmitten eines Ensembles von 39 verschiedenartigen Insekten und Reptilien zeigt. Ungeachtet der systematisch fehlerhaften Zuordnung, der auch Carl von Linné anfänglich unterlag und die sich etwa in der Bezeichnung Lacerta salamandra äußert – Lacerta ist das lateinische Wort für „Eidechse“ – erinnert dieses Gemälde bereits an eine didaktisch orientierte Lehrtafel zur Biologie.

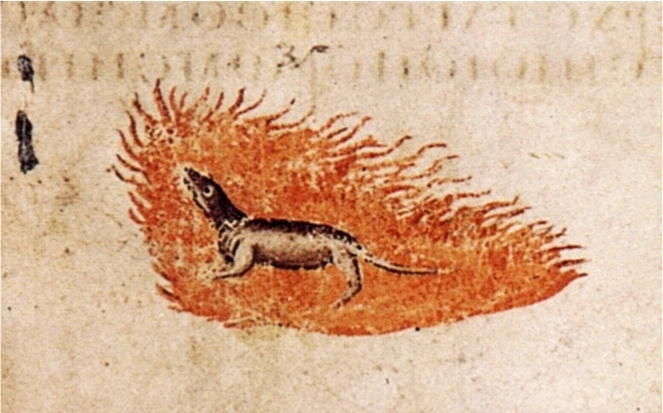
Salamander in Flammen, Quelle: Wiener Dioskurides (Konstantinopel, 512 n. Chr.) Folio 423 recto
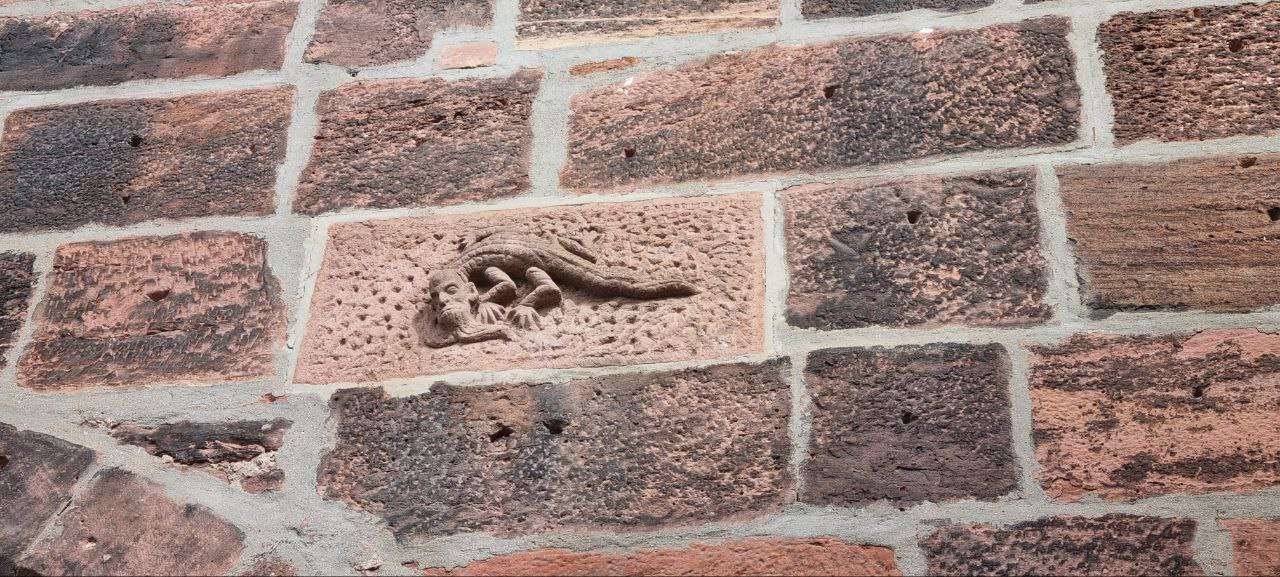
Spätmittelalterlicher Reliefstein eines anthropomorphen Salamanders am Marstall Heidelberg
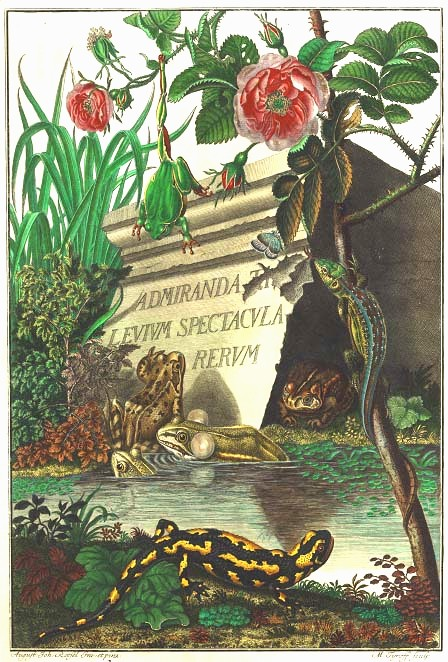
Abbildung von August Johann Rösel von Rosenhof, Nürnberg 1758
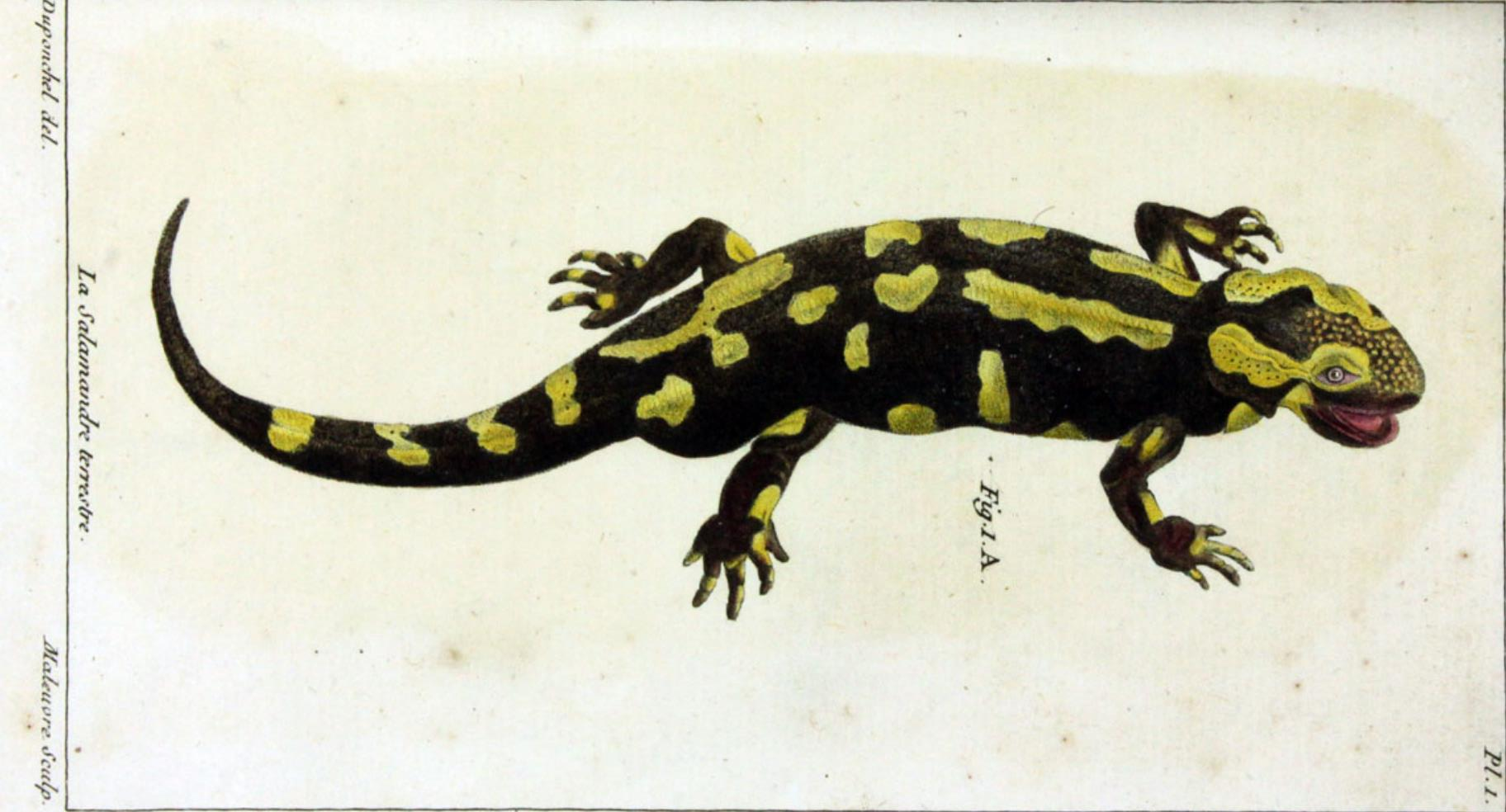
Abbildung von Pierre André Latreille, 1800
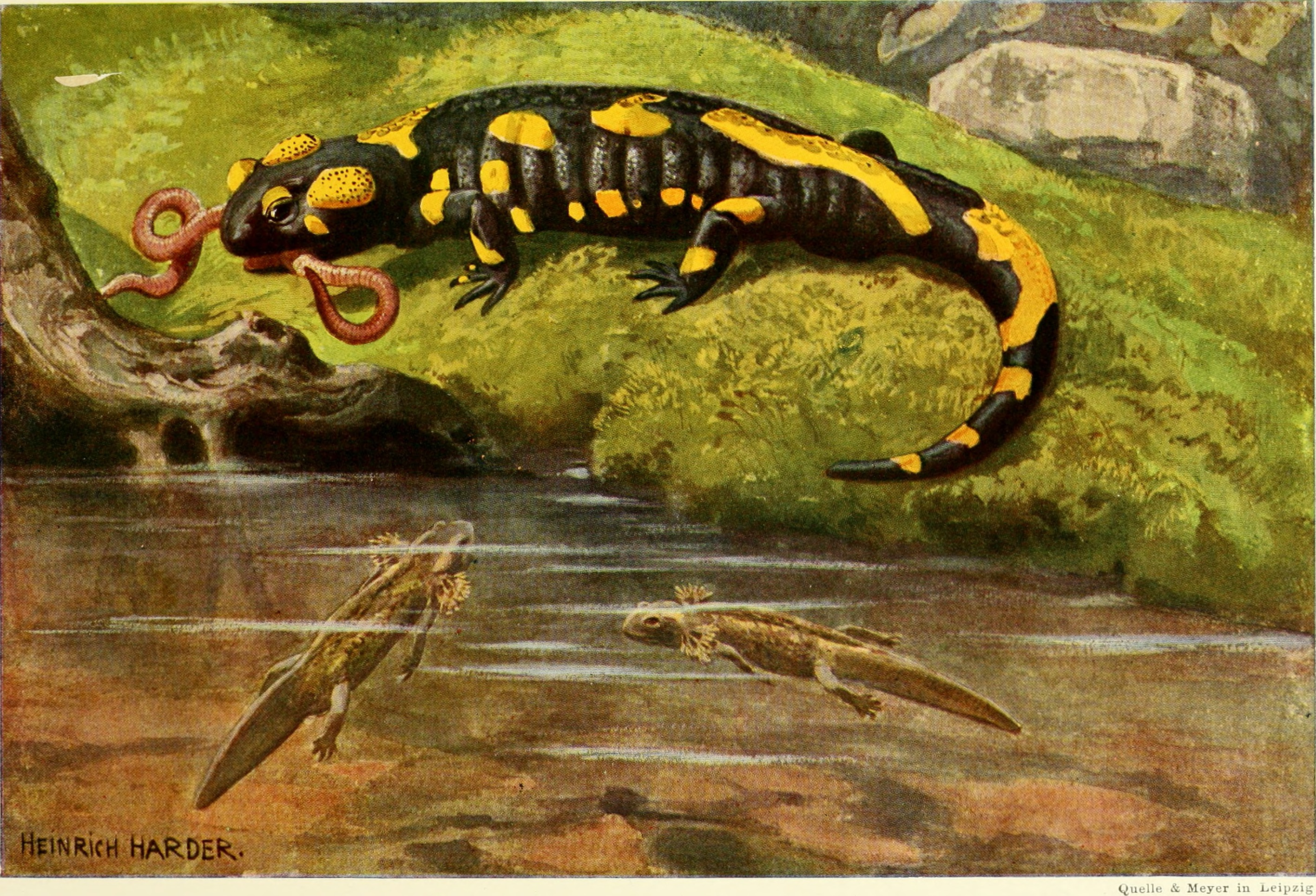
Heinrich Harder, Abbildung aus: Die Reptilien und Amphibien Mitteleuropas. Quelle & Meyer, Leipzig 1912
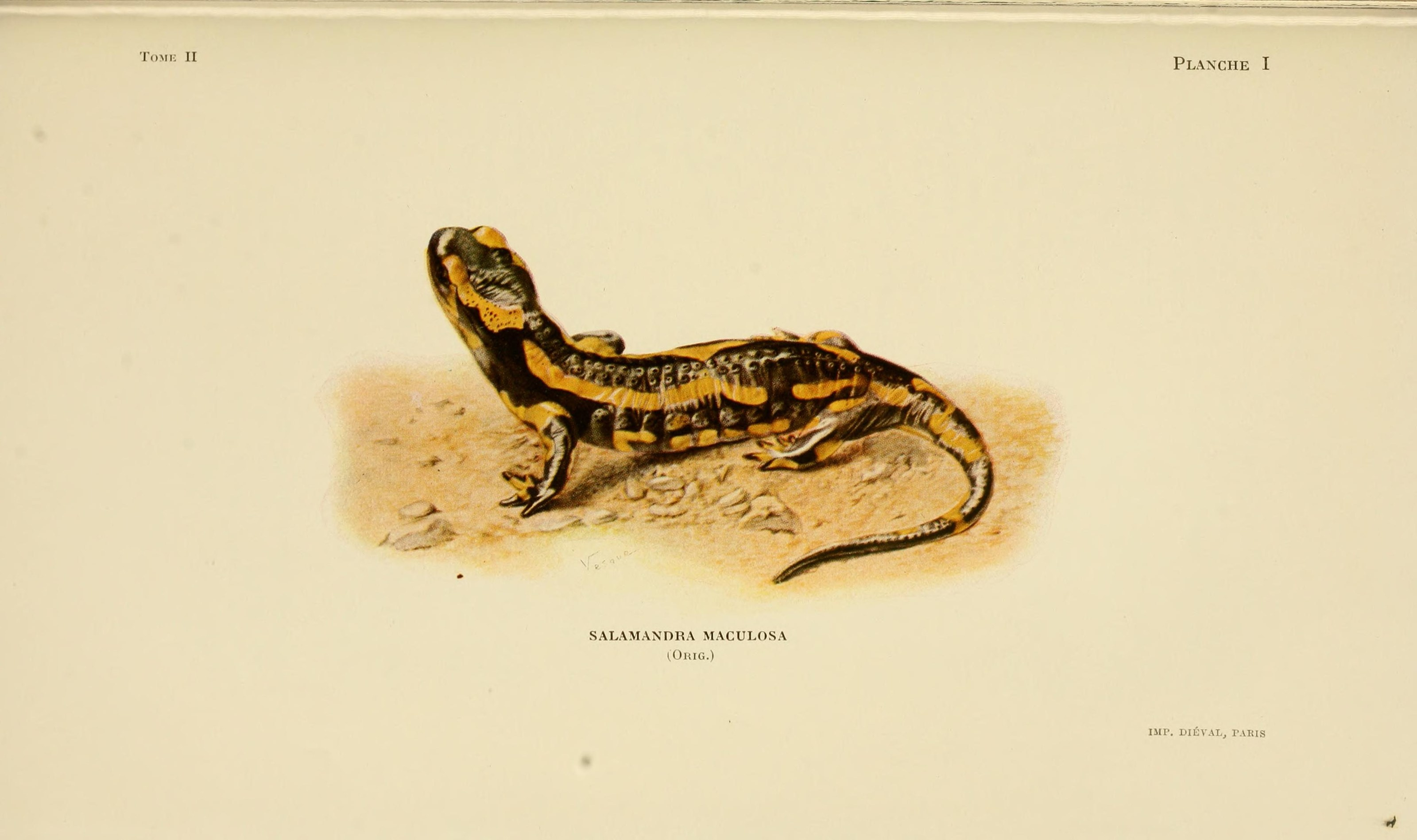
Marie Phisalix, Abbildung aus der franz. Publikation: Animaux venimeux et venins. Masson & Co., Paris 1922
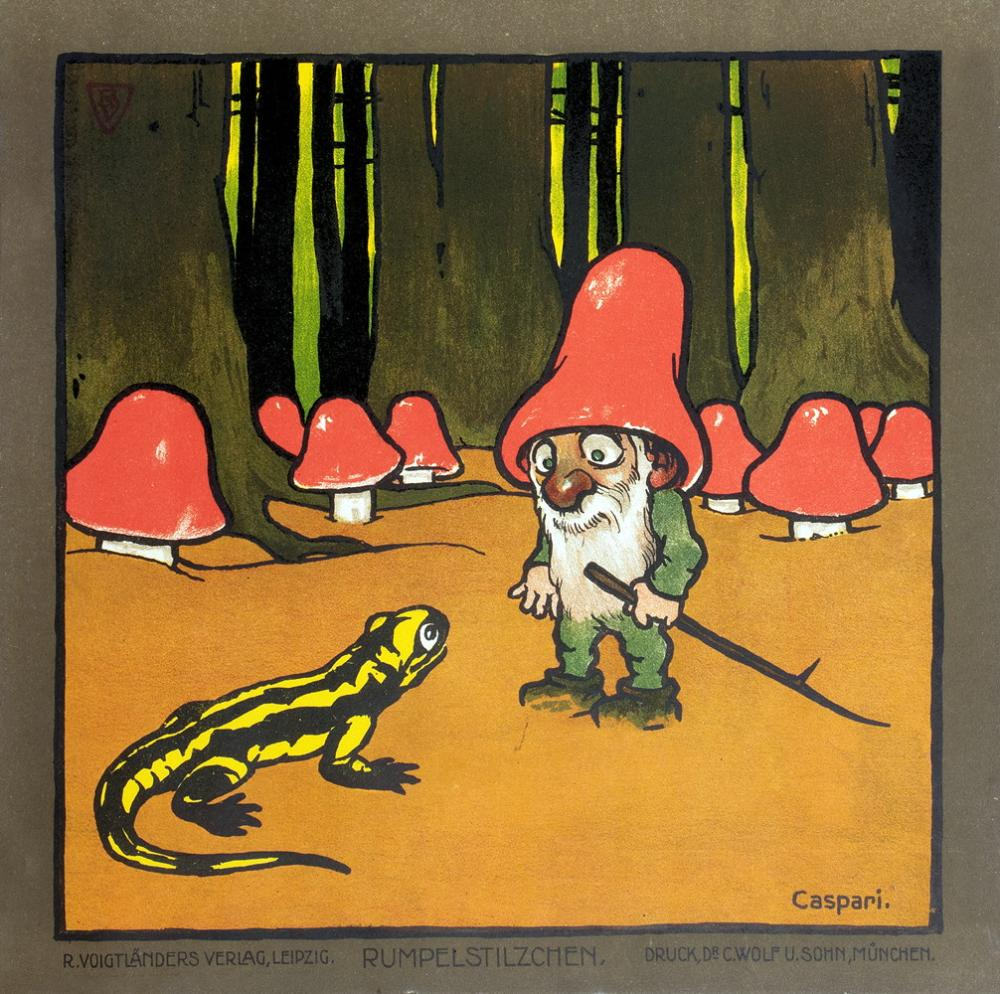
Rumpelstilzchen und Feuersalamander, Farblithographie von Walther Caspari, Verlag R. Voigtländer, Leipzig 1905
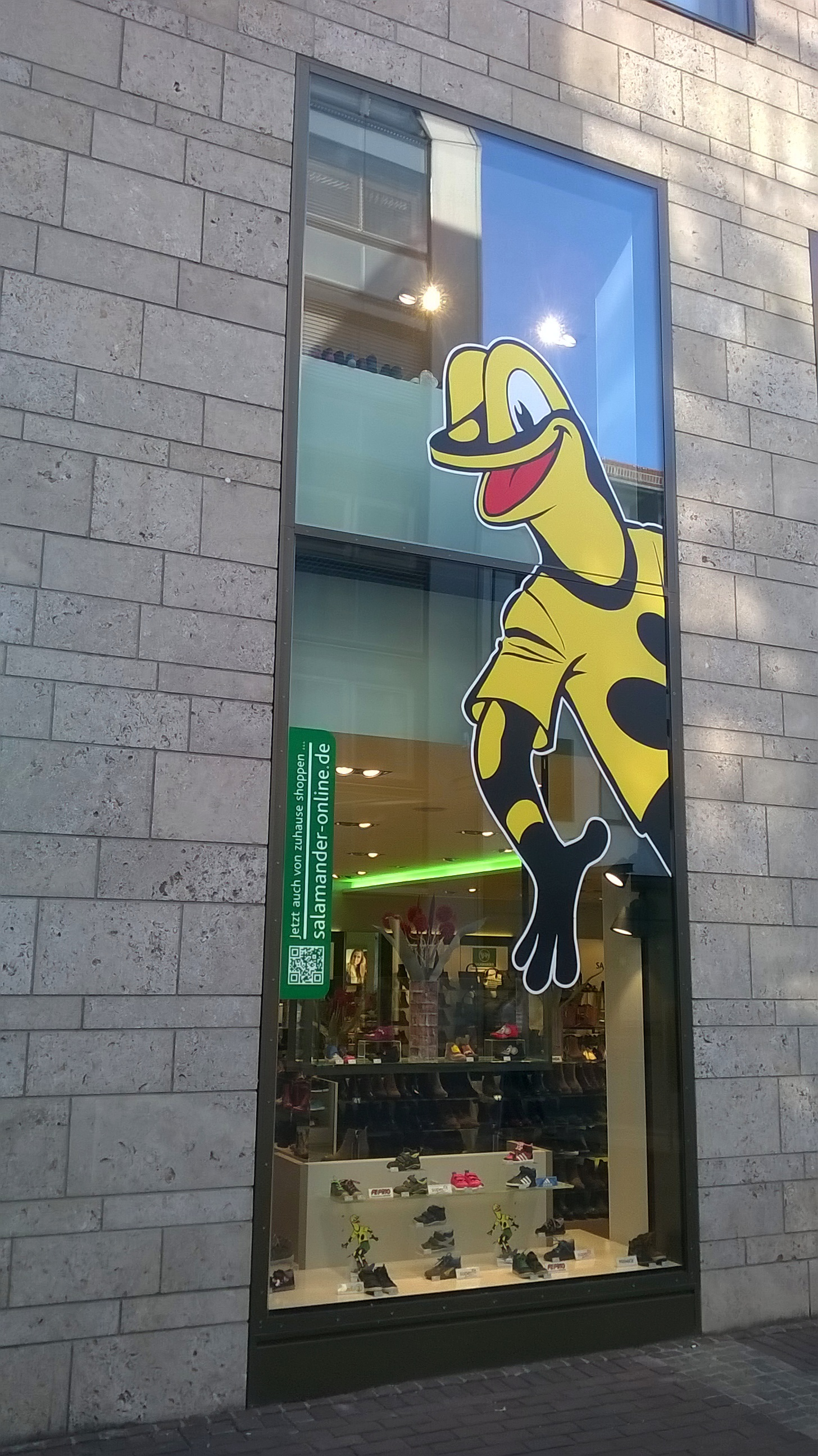
Schaufensterwerbung mit Lurchi, 2016

Eine der dekorativsten Wiedergaben des Feuersalamanders erstellte der Nürnberger Aquarellmaler und Kupferstecher August Johann Rösel von Rosenhof (1705–1759) in seinem 1758 handkolorierten Tafelwerk Historia naturalis ranarum nostratium. Mit der Veröffentlichung dieses Werks wurde zugleich der Grundstein wissenschaftlich orientierter herpetologischer Forschung (Herpetologie) gelegt. Noch etwas realistischer gestaltet ist die Abbildung von Pierre André Latreille. Sein Aquarell aus dem Jahr 1800 zeigt erstmals Details, wie die Hautdrüsen und eine verdickte Kloake. 
Größere Fortschritte hinsichtlich Biologie und Ökologie des Feuersalamanders vermittelt die Darstellung von Heinrich Harder in der Enzyklopädie Schmeils Naturwissenschaftliche Atlanten von 1912. Erstmals wird einer großen Leserschaft die Morphologie der kiementragenden Larven im Laichgewässer vermittelt. Das am Ufer abgebildete adulte Exemplar zeigt sowohl in den Körperproportionen als auch der übrigen Körpermerkmale (Färbung, Hautdrüsen, dunkle Augen) sehr reale Verhältnisse an. Der Verzehr eines Regenwurms, ist natürlich als kleines „Highlight“ zu betrachten.
Sehr realitätsnah ist auch die farbige Zeichnung aus der wissenschaftlichen Publikation von Marie Phisalix: Animaux venimeux et venins: la fonction venimeuse chez tous les animaux. Masson & Co., Paris 1922, frei übersetzt: Gifttiere und ihre Gifte – Eigenschaften und Funktionen. Auf der Abbildung werden insbesondere die Giftdrüsen auf der Hautoberfläche hervorgehoben. Der wissenschaftliche Name Salamandra maculosa in der Bildunterschrift, war zu dieser Zeit taxonomisch korrekt. Selbst in der Kinderliteratur taucht der Feuersalamander recht früh in Erscheinung (z. B. Walter Caspari, 1905).
Ab Mitte des 20. Jahrhunderts erlangt der Feuersalamander als Markenzeichen der Salamander Schuh GmbH weit verbreitete Sympathie. Sowohl das Firmensymbol als auch die Comicfigur „Lurchi“ sprechen vor allem Kinder und Jugendliche an. Der nachfolgende Reim erreicht Kultstatus:

„Lange schallt’s im Walde noch, Salamander lebe hoch!“

Der Verein für Geschichte und Heimatpflege Kornwestheim e. V. unterhält in seinem Museum eine separate Abteilung, die umfassend über die Geschichte der Firma Salamander und über Lurchi informiert.
Die französische Gemeinde Pinas (Département Hautes-Pyrénées) führt zwei Feuersalamander in ihrem Wappen. Auch Straßen und Wege sind nach dem Lurch benannt. So existiert in Zürich (CH) seit vielen Jahren eine Straße mit dem Namen Feuersalamanderweg, ebenso in Halle (Saale).

### Gefährdung und Schutz
- Rote Liste Bundesrepublik Deutschland: Vorwarnliste[68]
- Rote Liste Bayern: Gefährdet[69]
- Rote Liste Sachsen: Stark gefährdet[70]

Gemäß Bundesartenschutzverordnung (BArtSchV) und Bundesnaturschutzgesetz (BNatSchG) gilt der Feuersalamander in Deutschland als „Besonders geschützt“. Dies bedeutet unter anderem, dass die Tiere nicht eingefangen, verletzt oder getötet werden dürfen. Der Anteil Deutschlands am europäischen Gesamtareal beträgt etwas mehr als 10 %. Hierbei liegt der Südwesten (Baden-Württemberg, Saarland, Rheinland-Pfalz) im Zentrum der Verbreitung mit der vermutlich höchsten Besiedlungsdichte. Deutschland ist somit für den Schutz und Erhalt des Feuersalamanders in hohem Maße verantwortlich.
S. salamandra ist in den meisten Ländern Europas durch die Aufnahme in Anhang III des Berner Übereinkommens geschützt. In der Schweiz steht er auf der Roten Liste und wird als „Gefährdet“ (VU, „vulnerable“) eingestuft. In Österreich gilt seit 2007 die Kategorie „NT“ („Gefährdung droht“), was etwa der deutschen Vorwarnliste entspricht. Frankreich hat seine Rote Liste Amphibien und Reptilien 2015 aktualisiert. Hier werden Alpensalamander als gefährdet (Vulnérable), Korsischer Feuersalamander als bedroht (Quasi menacée) und S. salamandra auf der Vorwarnliste (Préoccupation mineure) eingestuft.
Bestandsgefährdungen entstehen in der Hauptsache durch landschaftliche Eingriffe an den Laichgewässern durch Schadstoffeinträge und Verbauung sowie durch häufiges Befahren von Wegen und Straßen am Waldrand und in den Wäldern. Auch Fahrräder (Mountainbikes, Tourenräder) auf Waldwegen können für die Lurche eine tödliche Gefahr darstellen. Die Individuenverluste haben hierdurch sowie durch den allgemeinen Anstieg der Verkehrsdichte lokal erheblich zugenommen. Die langsame Fortbewegungsweise haben den Feuersalamander örtlich zum häufigsten Verkehrsopfer nach Igeln und Erdkröten werden lassen. Hohe Bordsteinkanten sind dabei oft eine zusätzliche Barriere. Vielerorts existieren spezielle Amphibienschutzanlagen mit speziellen Durchlässen unter der Straße. Davon profitieren nicht nur Feuersalamander, sondern auch zahlreiche andere, vom Straßentod bedrohte Kleintiere.

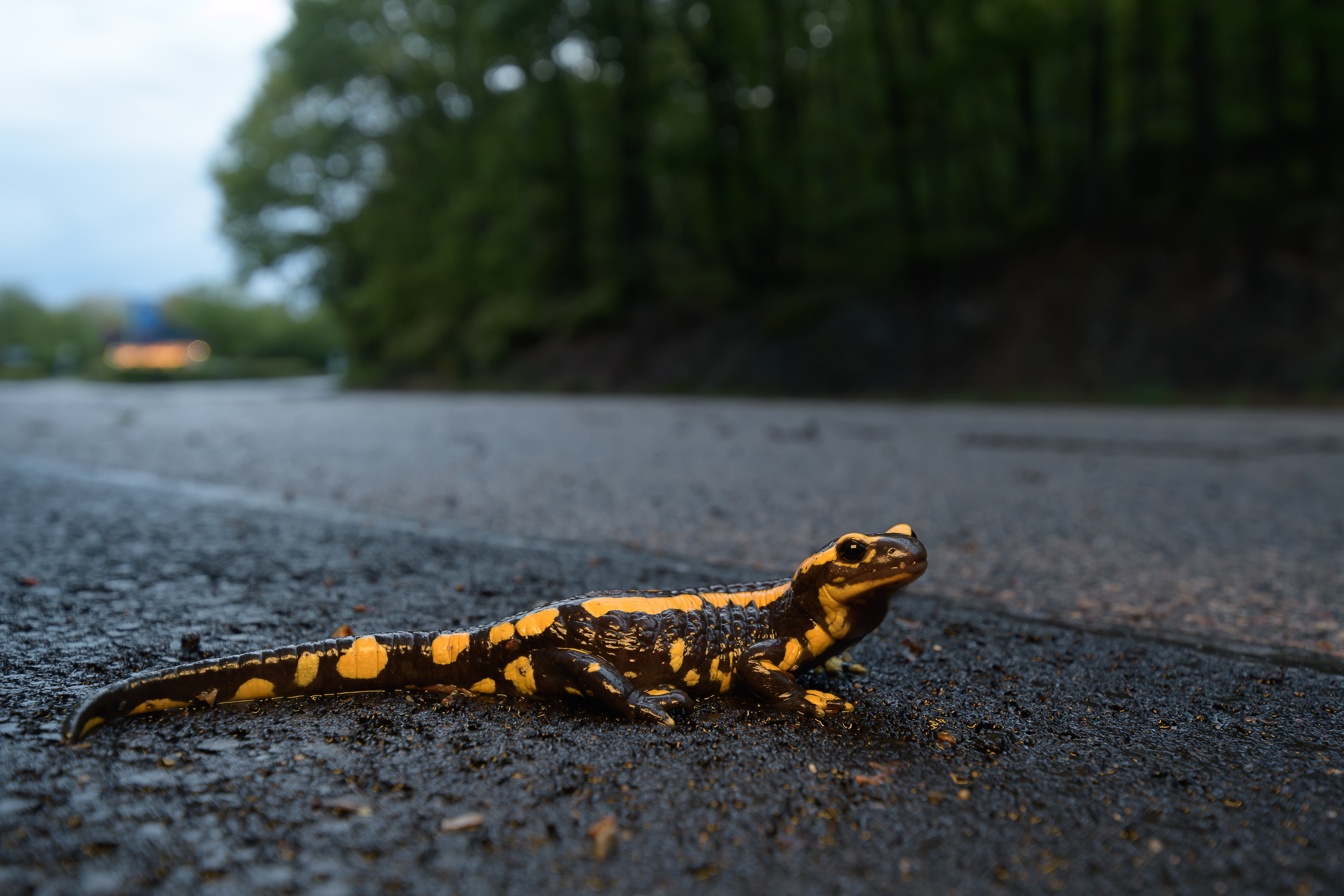
Feuersalamander im Straßenbereich
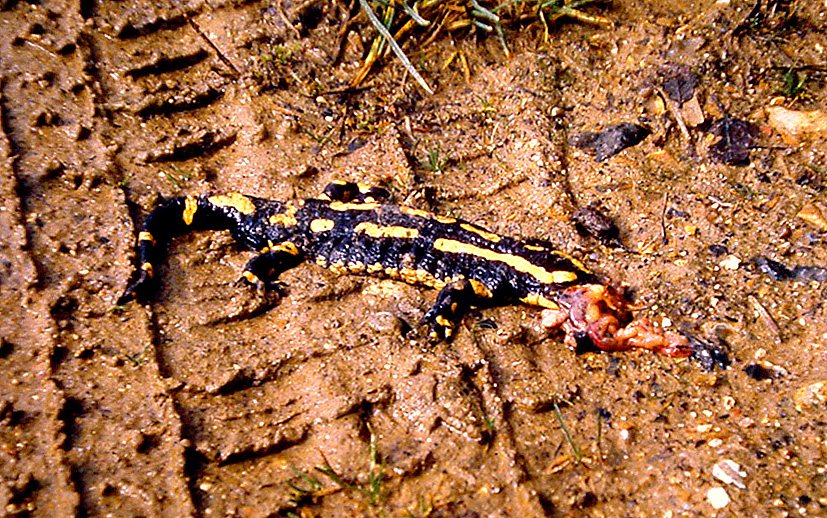
Straßentod, Schicksal vieler Feuersalamander
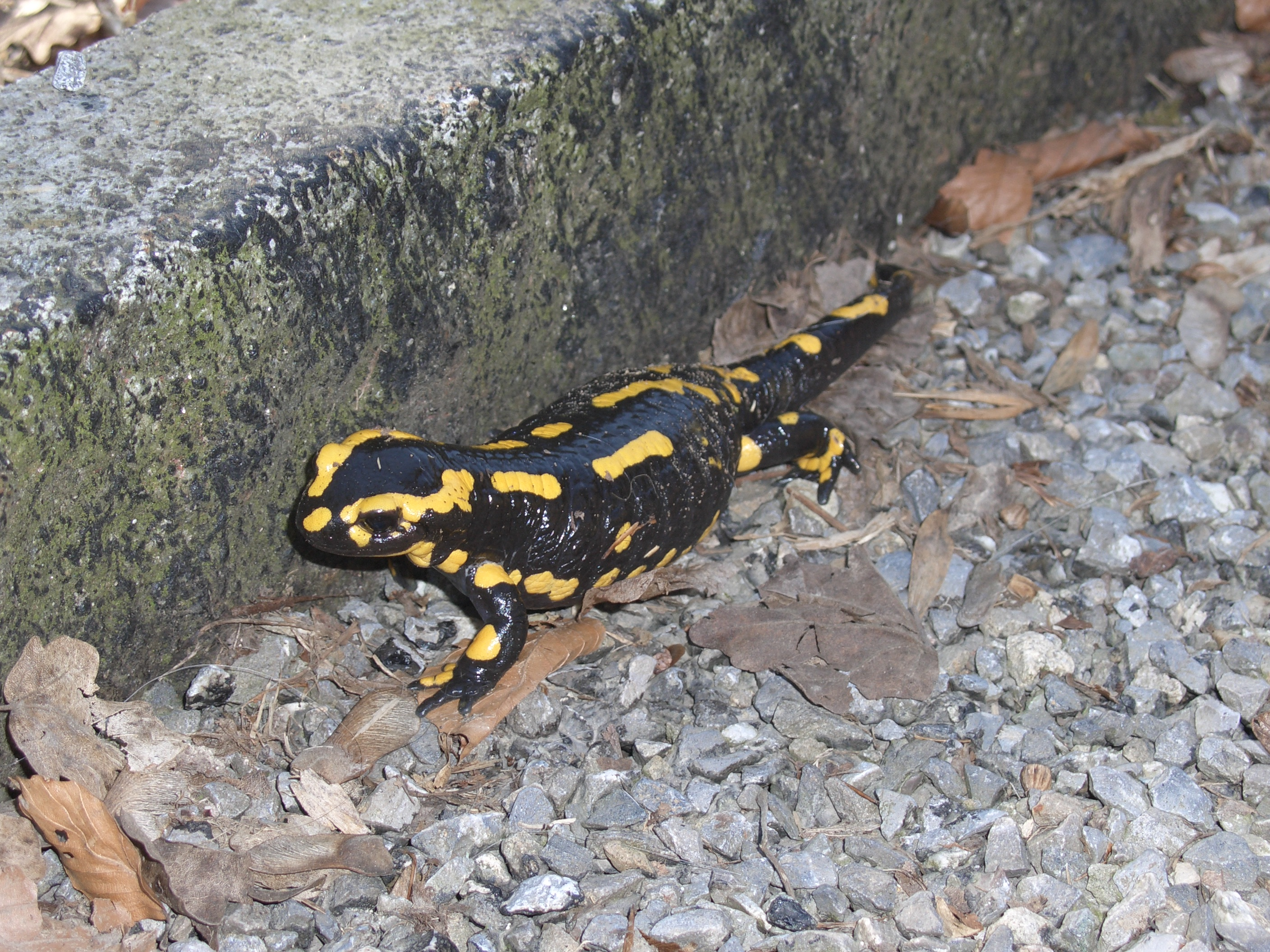
Hohe Bordsteinkanten sind meist unüberwindliche Hindernisse
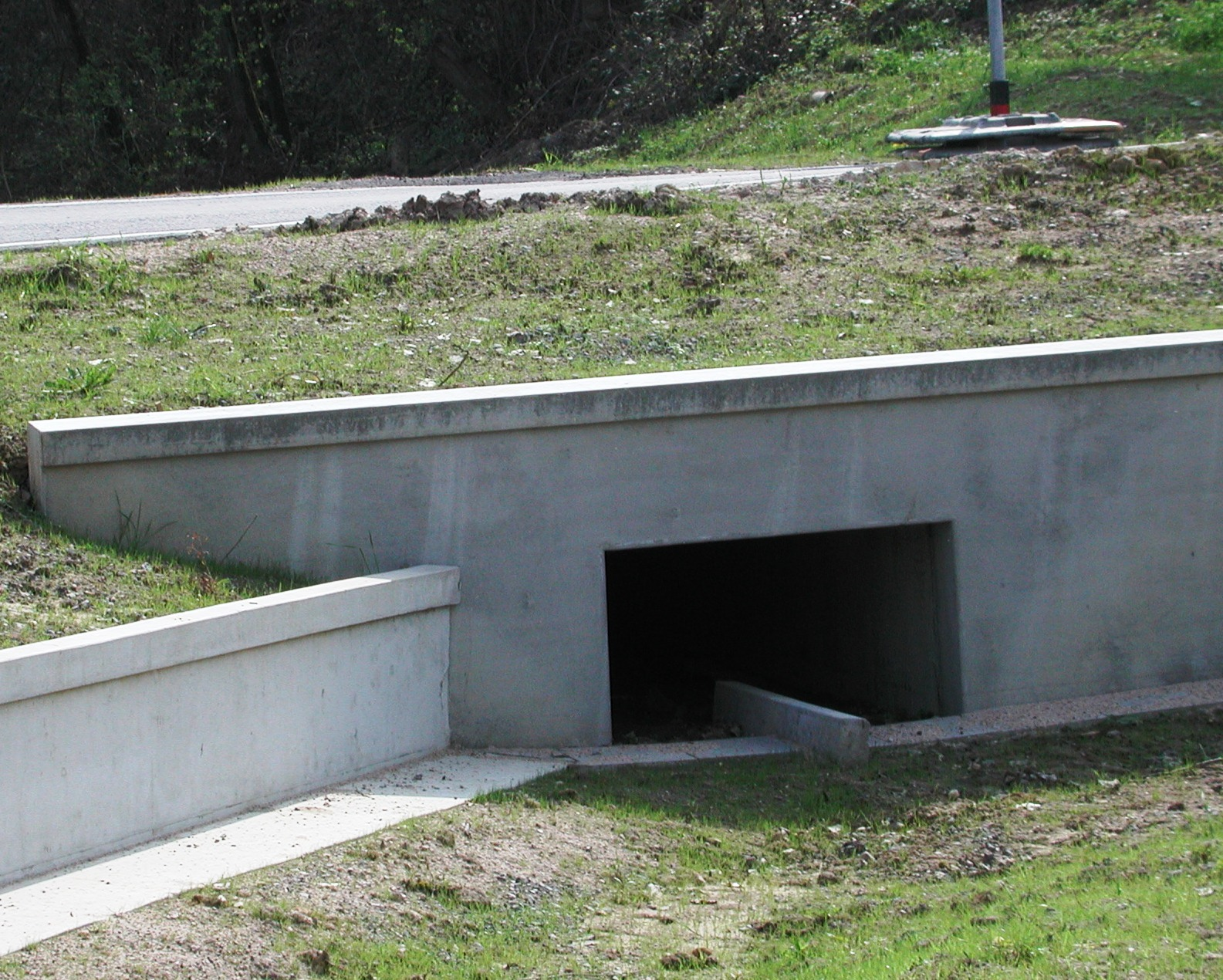
Amphibienschutzanlage mit Kastendurchlass unter der Straße
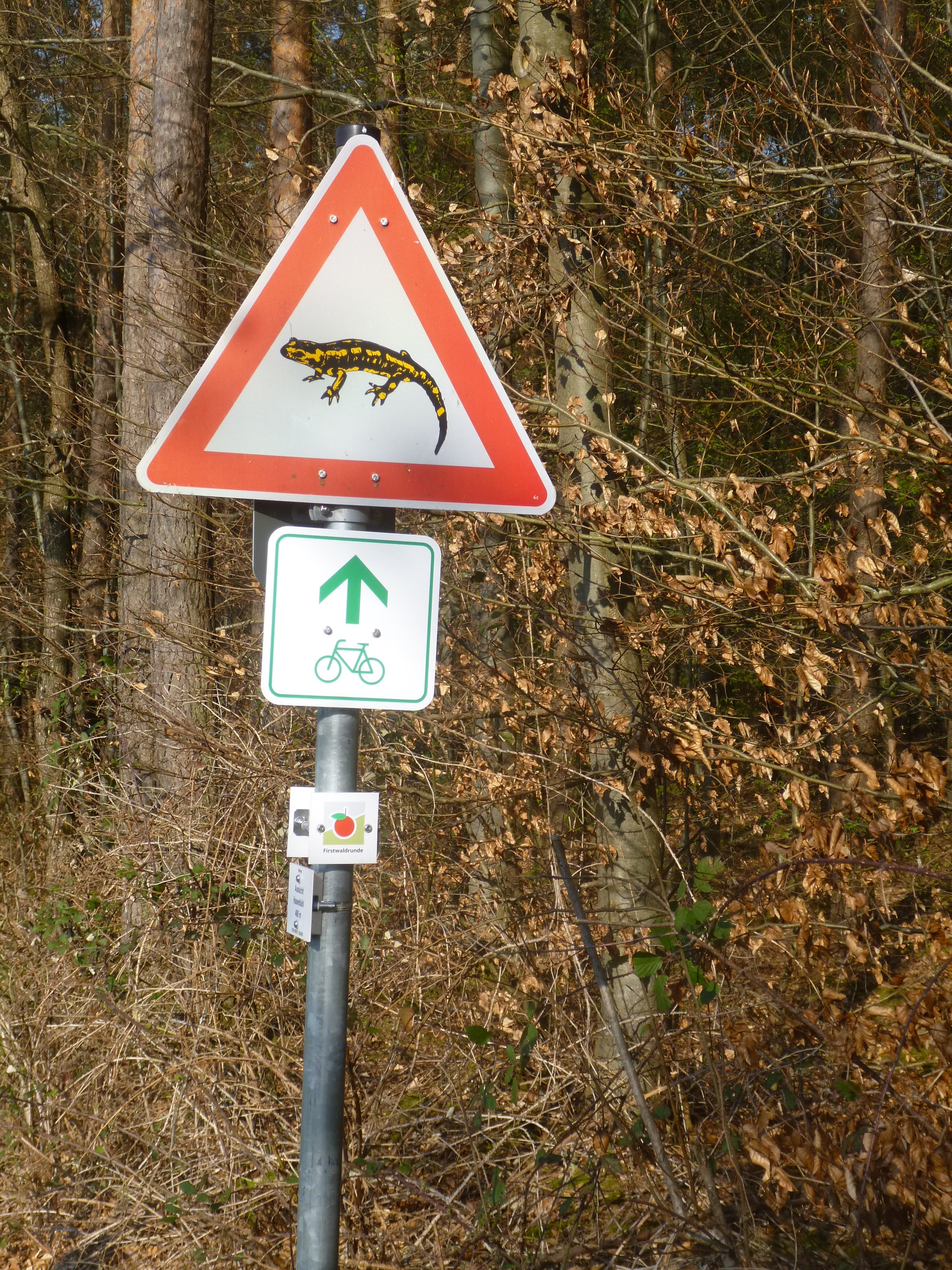
Warnhinweis auf einem Radweg

Die „Kinderstuben“ des Feuersalamanders, wie naturnahe Quellbachregionen, haben in den letzten 50 Jahren starke Beeinträchtigungen erfahren. Unzählige Quellfluren sind inzwischen entwässert, Quellen verbaut und verrohrt oder aufgrund übermäßigen Wasserkonsums gänzlich versiegt. In Salamanderlebensräumen sollen heute sogenannte Mikrohabitatstrukturen, zum Beispiel Hohlräume unter Bäumen, Erdhöhlen, Blockschutt, Steinspalten und andere Bodenlückensysteme, erhalten werden. Weitere Schutzmaßnahmen sind:
- der Erhalt von Stollen und Höhlen im Wald oder in Waldnähe, zumal sie auch bedeutende Sommer- und Winterquartiere für weitere Tierarten neben dem Feuersalamander darstellen, etwa für Fledermäuse. Die Verkehrssicherheit und die Vermeidung potentieller Unfälle lassen sich durch abschließbare Vergitterungen des Höhleneingangs herstellen. Der Gitterrost sollte breitmaschig sein und nicht direkt am Boden abschließen, damit ihn Salamander ungehindert passieren können.

- die Sicherung bestehender und die Wiederherstellung ehemaliger Larvengewässer, zum Beispiel durch Rückbau von Verbauungen und Einfassungen. Fischteichwirtschaft an Bachoberläufen ist ein erheblicher Eingriff in die Lebensräume und sollte nach Ansicht von Naturschützern aufgegeben werden.
- die Entwicklung von Waldrändern in möglichst großer Breite und mit guter Verzahnung zur Umgebung. Sie sind als Saumbiotope wichtige Übergangsflächen zwischen Wäldern und angrenzendem Offenland. Gleiches gilt für Gehölzsäume entlang von Wegen und Gewässern.
- der langfristige Umbau standortfremder Nadelholzforste zu naturraumtypischen, strukturreichen Laubwäldern durch die Forstwirtschaft.
- die temporäre Sperrung von Waldwegen für Verkehrsmittel aller Art in der Zeit der Frühjahrswanderungen der Salamanderweibchen.
- der Aufbau eines angemessenen Inventars an Totholz als Lebensstätte für Tier- und Pflanzenarten innerhalb von Wäldern im Rahmen einer naturnahen, nachhaltigen Forstwirtschaft (Waldmanagement).[74]

Quellen und Quellgebiete gehören oft zu den Bestandteilen von Natur- oder Landschaftsschutzgebieten. Sie unterliegen sowohl nationalen als auch internationalen Verordnungen. Von besonderer Bedeutung sind die in Anhang I der Fauna-Flora-Habitat-Richtlinie der Europäischen Union aufgeführten Gewässerlebensräume, wie z. B. Abschnitte von Wasserläufen mit natürlicher bzw. naturnaher Dynamik. Für diese Lebensräume gelten für potentielle Eingriffe strenge Regelungen.

### HautpilzBatrachochytrium salamandrivorans(Bsal)
→ Hauptartikel: Batrachochytrium salamandrivorans
Seit einiger Zeit drohen dem Feuersalamander ganz neue Gefahren. Eine aus Asien eingeschleppte Pilzerkrankung, hervorgerufen durch den Chytrizidpilz Batrachochytrium salamandrivorans (Bsal), breitet sich seit 2013 ausgehend von den Niederlanden und Belgien in die angrenzenden Regionen Deutschlands fortschreitend aus. Die Mykose führt zu tiefen, offenen Geschwüren und bereits nach wenigen Tagen zum Tod der Salamander. Davon befallene Populationen verschwinden innerhalb von zwei bis drei Jahren vollständig. Bisher sind keine Anzeichen einer natürlichen Widerstandsfähigkeit bei den Lurchen beobachtet worden. Innerhalb Deutschlands wurde die Krankheit 2015 von Wissenschaftlern der Uni Braunschweig erstmals belegt.

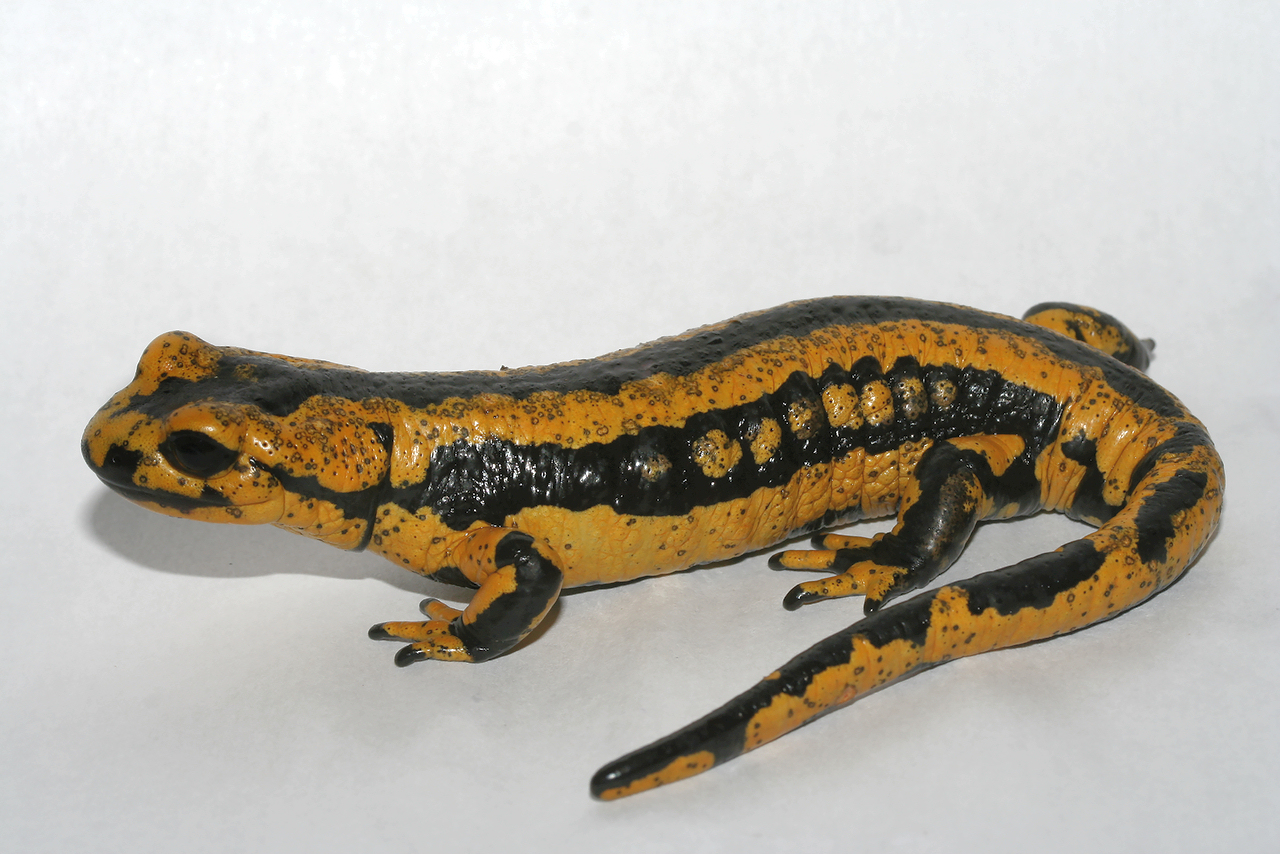
Mit B. salamandrivorans infizierter Feuersalamander (Aufn. 2015)

2017 konnte der Erreger bereits im Ruhrgebiet nachgewiesen werden. Die detaillierte Überwachung eines Standorts bei Essen (Kruppwald) von Januar bis Mai 2019 lieferte Daten zur Infektions- und Krankheitsdynamik während eines akuten Ausbruchs in der dortigen Feuersalamander-Population. 2018 tauchte der Pilz erstmals in der Eifel auf und hat dort ein Massensterben der Lurche ausgelöst. Inzwischen ist die Krankheit in Bayern angekommen.
B. salamandrivorans ist auch für andere Schwanzlurcharten gefährlich. So können Teich- und Bergmolche ebenso davon befallen werden. Bei Fadenmolchen, Nördlichen Kammmolchen und Alpen-Kammmolchen konnten bislang keine infizierten Tiere nachgewiesen werden.
Die Sporen von B. salamandrivorans sind in der Lage, lange Zeit in Wasser und Boden zu überleben. Die Krankheitserreger leben nachweislich in Süßwassersystemen weiter, indem sie sich an Mikroplastik anheften. Auch die alljährlichen „Krötenrettungsaktionen“ während des Frühjahrs mit Fangeimern, könnten den Pilz durch den Körperkontakt der gefangenen Amphibien unmittelbar übertragen.

### Feuersalamander in Wissenschaft und Forschung
Insbesondere die Studien an Geweben des Feuersalamanders etablierten ein neues Feld innerhalb der Biowissenschaften, zum besseren Verständnis der Zellteilung. Die Pionierarbeiten dazu leistete Walther Flemming, ab 1876 Professor für Anatomie und Histologie in der medizinischen Fakultät der Universität Kiel. Mit Hilfe der Lichtmikroskopie untersuchte er die Zweiteilung einer Zelle, der die Teilung ihres Kernes (Karyokinese) vorausgeht. Flemming prägte den Begriff Chromatin für die technisch färbbaren Substanzen im Zellkern. Er war der Erste, der Kernteilungen in lebenden Zellen unter dem Mikroskop verfolgte. Er sah, wie sich aus dem Chromatin kompakte individuelle Schleifen, die Chromosomen, formen. Nach der bipolaren Teilung der Chromosomen, lockert sich ihre Struktur zur Ausbildung der Tochterkerne. Flemming nannte diesen Vorgang Mitose; in ihrem Verlauf zählte er 2n = 24 Chromosomen.
Der Feuersalamander wurde dazu als idealer Modell-Organismus über Jahre an der Kieler Anatomie in Zucht gehalten, weil er besonders große Zellkerne und Chromosomen besitzt. Die Genomgröße von S. salamandra beträgt 41 pg DNA. Demnach enthält ein mittleres G1-Chromosom des Feuersalamanders 3,4 pg DNA. Es ist damit fast so schwer wie das ganze menschliche Genom, das aus 1 C = 3,7 pg DNA besteht. Aufgrund seiner chromosomalen Forschungsarbeiten erzielte Flemming einige wissenschaftlichen Erfolge in den Anfängen der Lichtmikroskopie.
Flemming hat auch zum besseren Verständnis der Meiose grundlegende Beobachtungen bei S. salamandra gemacht: Jede Spermatozyte vollführt zwei unterschiedliche Teilungen unmittelbar hintereinander. Die erste Kernteilung hat eine „heterotypische“ Form; wegen der chromosomalen Rekombinationen (Chiasmata) erscheint sie anders als eine normale Mitose. Die zweite Kernteilung erweist sich „homöotypisch“ – morphologisch einer normalen Mitose ähnlich.
DNA-Barcoding
DNA-Barcoding befähigt die Wissenschaft, ein Individuum mittels seines genetischen Barcodes zuverlässig einer Tierart taxonomisch zuzuordnen. Dies geschieht durch den Abgleich des ausgelesenen Barcodes mit einer Referenzdatenbank, die bereits vorhandene Barcodes für die entsprechenden Art enthält. Um einen Barcode zu erzeugen, wird aus einer Gewebeprobe die DNA extrahiert und auf einem Sequenzierer ausgelesen. Dazu ist jedes Labor in der Lage, das über eine entsprechende Ausstattung für molekulargenetische Untersuchungen verfügt. Seit 2012 existiert das Projekt German Barcode of Life (GBOL) in Bonn. Der Schwerpunkt der Untersuchungen lag zunächst im Bereich der Entomologie, als leicht verfügbare sowie artenreichste Tiergruppe. Amphibien kamen erst 2014/15 dazu.
Hinsichtlich des Ausbaus der Datenbank ist internationale Zusammenarbeit gefragt. Um maximale Synergie-Effekte zu erlangen, stellen wissenschaftliche Institutionen inzwischen weltweit ihre Daten auch in der globalen Datenbank BOLD (Barcode of Life Database), mit Sitz an der University of Guelph (Kanada) zur Verfügung. Die erstellte DNA-Barcode-Referenzbibliothek ist öffentlich einsehbar. Sie steht zur Artidentifikation und zum Abgleich mit eigenen Barcode-Sequenzen bereit. Zur Qualitätssicherung unterliegen die an BOLD gemeldeten Daten strengen Standards. Jede gemeldete Barcode-Sequenz benötigt vollständige Metadaten zu Fundort, Zeitpunkt und Sammler. Ein Belegexemplar muss in einer öffentlichen Sammlung (z. B. Museum) archiviert und fotografisch dokumentiert werden. Die Nomenklatur bei den Amphibien folgt der erwähnten Datenbank Amphibian Species of the world.
Für den Feuersalamander aus Deutschland liegen derzeit 21 untersuchte Belegexemplare aus verschiedenen Bundesländern in der GBOL vor (Stand: November, 2021). Das Verbundprojekt hat inzwischen viel Beachtung in Land- und Forstwirtschaft, Behörden sowie bei Naturschützern und Umweltplanern gefunden. Aufruf der Webseite sowie Nutzung der Daten sind kostenfrei und stehen jedermann zur Verfügung. Ein weiterer Ausbau dieser zukunftsweisenden Gen-Datenbank ist in Arbeit.

## Synonyme
Der Feuersalamander wurde mehrfach wissenschaftlich beschrieben; dadurch entstanden neben dem heute gültigen Namen unter anderem die folgenden Synonyme:
- Lacerta salamandra Linnaeus, 1758 (Lacerta bedeutet „Eidechse“!).
- Salamandra candida Laurenti, 1768.
- Salamandra maculosa Laurenti, 1768.
- Gecko salamandra Meyer, 1795.
- Salamandra maculata Merrem, 1820.
- Salamandra vulgaris Cloquet, 1827.
- Triton corthyphorus Leydig, 1867.
- Salamandra salamandra Lönnberg, 1896.

Das Synonym Salamandra maculosa – das Epitheton maculosa bedeutet „fleckig, gefleckt“ – war noch bis 1955 als wissenschaftlich gültiger Name gebräuchlich. Als literarische Grundlage diente seinerzeit das mehrbändige Werk „Brehms Tierleben“ aus dem 19. Jh.

### Weiterführende Literatur
- W. Böhme: Zum Höchstalter des Feuersalamanders „Salamandra salamandra“ (L.), ein wiederentdecktes Dokument aus der Frühzeit der Terraristik (Amphibia: Caudata: Salamandridae). In: Salamandra. (Rheinbach). Band 15, Nr. 3, 1979, ISSN 0036-3375, S. 176–179.
- L. Dalbeck, H. Düssel-Siebert, A. Kerres, K. Kirst, A. Koch, S. Lötters, D. Ohlhoff, J. Sabino-Pinto, K. Preißler, U. Schulte: Die Salamanderpest und ihr Erreger Batrachochytrium salamandrivorans (Bsal): aktueller Stand in Deutschland. In: Zeitschrift für Feldherpetologie. Band 25, Nr. 1, 2018, S. 1–22, ISSN 0946-7998.
- J. Eiselt: Ergebnisse zoologischer Sammelreisen in der Türkei: Amphibia caudata. In: Annalen des Naturhistorischen Museums Wien. Band 69, 1966, ISSN 0083-6133, S. 427–445 (zobodat.at [PDF]).
- R. Feldmann: Winterquartiere des Feuersalamanders „Salamandra salamandra terrestris“ Lacépede, 1788 in Bergwerksstollen des südlichen Westfalen. In: Salamandra. (Rheinbach). Nr. 3, 1967, ISSN 0036-3375, S. 1–3.
- R. Feldmann: Über Lautäußerungen einheimischer Schwanzlurche. In: Natur u. Heimat. Band 28, Münster 1968, ISSN 0028-0593, S. 49–51.
- R. Feldmann: Felduntersuchungen an westfälischen Populationen des Feuersalamanders, „Salamandra salamandra terrestris“ Lacépede, 1788. In: Dortmunder Beiträge zur Landeskunde. Band 5, Dortmund 1971, ISSN 0340-3947, S. 37–44.
- R. Feldmann: Überwinterung, Ortstreue und Lebensalter des Feuersalamanders, „Salamandra salamandra terrestris“. Schlußbericht einer Langzeituntersuchung. In: Jahrbuch Feldherpetologie. Band 1, Köln 1987, ISSN 0933-4068, S. 33–44.
- R. Feldmann, R. Klewen: Feuersalamander. In: R. Feldmann (Hrsg.): Die Amphibien und Reptilien Westfalens. In: Abhandlungen aus dem Westfälischen Museum für Naturkunde. Band 43, Nr. 4, Münster 1981, ISSN 0023-7906, S. 30–44.
- G. Freytag: Feuersalamander und Alpensalamander. (= Die Neue Brehm-Bücherei. Band 142). 3. Auflage. Hohenwarsleben 2002, ISBN 3-89432-480-5.
- G. Freytag: Aktives Giftspritzen bei „Salamandra salamandra“ (Amphibia: Caudata: Salamandridae). In: Salamandra. (Rheinbach). Band 18, Nr. 3/4, 1982, ISSN 0036-3375, S. 356–357.
- G. Freytag: Eine albinotische Larve des Feuersalamanders (Salamandra salamandra) aus dem Harz und andere Feuersalamander-Weißlinge (Amphibia: Caudata: Salamandridae). In: Salamandra. (Rheinbach). Band 18, Nr. 1/2, 1982, S. 89–92.
- J.-P. Gasc, A. Cabela, J. Crnobrnja-Isailovic, D. Dolmen, K. Grossenbacher, P. Haffner, J. Lescure, H. Martens, J. P. Martinez-Rica, H. Maurin, M. E. Oliviera, T. S. Sofianidou, M. Veith, A. Zuderwijk (Hrsg.): Atlas of the Amphibians and Reptiles in Europe. Societas Europaea Herpetologica. Museum National d’Histoire Naturelle, Paris 1997, ISBN 2-85653-574-7.
- Reiner Klewen: Untersuchungen zur Ökologie und Populationsbiologie des Feuersalamanders (Salamandra salamandra terrestris Lacepede 1788) an einer isolierten Population im Kreise Paderborn (= Abhandlungen aus dem Westfälischen Museum für Naturkunde, Museum für Naturkunde. Band 47, Heft 1). Westfälisches Museum für Naturkunde; Landschaftsverband Westfalen-Lippe, 1985, ISSN 0175-3495 (lwl.org [PDF]).
- G. Habermehl: The biological relevance of Salamandra venom. In: Biology of Salamandra and Mertensiella. Symposium papers 4.1994, ISBN 3-9801929-3-8, S. 209–214.
- Reiner Klewen: Die Landsalamander Europas. 2., erw. Auflage. Band 1. A. Ziemsen, Wittenberg Lutherstadt 1991, ISBN 3-7403-0242-9, S. 208.
- P. A. Hardy, H. Zacharias: Walther Flemming und die Mitose: Der Beitrag seiner ersten Kieler Jahre. In: Schr. Naturwiss. Ver. Schlesw.-Holst. Band 70, 2008, S. 3–15. (schriften.uni-kiel.de, PDF-Datei; 624 kB)
- F. Krauss: Zur Überwinterung des Feuersalamanders in Höhlen. In: Laichinger Höhlenfreund. Band 15, 1980, ISSN 0344-6832, S. 29–36.
- M. Linnenbach: Fehlpaarung zwischen „Rana temporaria“ und „Salamandra salamandra“ mit tödlichem Ausgang. In: Zeitschrift für Feldherpetologie. (Bielefeld) Band 7, 2000, ISSN 0946-7998, S. 224–225.
- M. Linnenbach: Zwei bemerkenswerte Larvalhabitate des Feuersalamanders im Kleinen Odenwalds bei Heidelberg. Feldherpetologisches Magazin 19, 2023, S. 3–8.
- R. Manenti, G. F. Ficetola, F. de Bernardi: Water, stream morphology and landscape: complex habitat determinants for the fire salamander Salamandra salamandra. In: Amphibia-Reptilia. Band 30, 2009, S. 7–15.
- D. Mebs, W. Pogoda: Variability of alkaloids in the skin secretion of the European fire salamander (Salamandra salamadra terrestris). Zentrum der Rechtsmedizin, University of Frankfurt, Frankfurt 2005, doi:10.1016/j.toxicon.2005.01.001.
- G. Menges: Und er quietscht doch! Von der Stimme des Feuersalamanders. In: Beiträge zur Naturkunde Niedersachsens. Band 3, 1951, S. 1–5.
- Thomas Mutz: Salamandra corsica (Savi, 1838) – Korsischer Feuersalamander. In: Burkhard Thiesmeier, Kurt Grossenbacher (Hrsg.): Handbuch der Reptilien und Amphibien Europas. Schwanzlurche IIB. Aula Verlag, 2004, ISBN 3-89104-674-X, S. 1029–1046.
- H. Sauer, H. Weibecker: Einheimische Schlangen als gelegentliche Verfolger des Feuersalamanders („Salamandra salamandra“) – zwei Feldbeobachtungen. In: Natur und Museum. (Senckenberg, Frankfurt). Band 124, Nr. 10, 1994, ISSN 0028-1301, S. 349–350.
- Ben C. Scheele, Frank Pasmans, Lee F. Skerratt, Lee Berger, An Martel, Wouter Beukema & Aldemar A. Acevedo: Amphibian fungal panzootic causes catastrophic and ongoing loss of biodiversity. Science 29 Mar 2019: Vol. 363, Issue 6434, pp. 1459–1463 DOI: 10.1126/science.aav0379
- B. R. Schmidt, M. Schaub, S. Steinfartz: Apparent survival of the salamander Salamandra salamandra is low because of high migratory activity. In: Frontiers in Zoology. Band 4, 2007, S. 19.
- V. Schulz u. a.: Batrachochytrium salamandrivorans in the Ruhr District, Germany: history, distribution, decline dynamics and disease symptoms of the salamander plague. In: Salamandra. Band 56, Nr. 3, 2020, S. 189–214.
- B. Thiesmeier: Der Feuersalamander. Zeitschrift für Feldherpetologie Suppl. 4, Laurenti Verlag, 2004, ISBN 3-933066-21-2.
- B. Thiesmeier, R. Günther: Feuersalamander – „Salamandra salamandra.“ (Linnaeus, 1758). In: R. Günther (Hrsg.): Die Amphibien und Reptilien Deutschlands. Gustav Fischer, Jena 1996, ISBN 3-437-35016-1, S. 82–104.
- M. Veith, G. Erpelding: Presence of “Pomphorhynchus laevis” Salamandra salamandra. In: Journal of helminthology. (Cambridge). Band 69, ISSN 0022-149X, S. 267–268.
- M. Veith, Lisa Geimer, N. Wagner, B. Thiesmeier: Ökologie der Larven des Europäischen Feuersalamanders (Salamandra salamandra) - eine Übersicht. Zeitschrift für Feldherpetologie 29, 2022, S. 1–42.